# Liste der Lieder von Doro Pesch
Die Liste der Lieder von Doro Pesch enthält alle von der deutschen Heavy-Metal-Sängerin veröffentlichten Titel. Außerdem sind alle Titel von Warlock und Doro dabei.
Singleauskopplungen sind fett markiert.
| Titel                                                                              | Autor/Autoren | Album | Jahr | Anmerkungen |
| ---------------------------------------------------------------------------------- | --- | --- | ---- | --- |
| 1000 Years                                                                         | Doro Pesch, Joey Balin                                                                                             | Forever Warriors / Forever United                                                                                          | 2018 | |
| 1999                                                                               | Doro Pesch, Gary Scruggs                                                                                           | Warrior Soul | 2006 | |
| 20 Years Anniversary Song                                                          | Bernhard Weiss, Harry Oellers                                                                                      | Utopia | 2009 | & Axxis, Andi Deris, Rolf Stahlhofen, David Readman, Schmier, Claus Lessmann |
| 25 Years                                                                           | Doro Pesch, Andreas Bruhn                                                                                          | Fear No Evil | 2009 | |
| 747 Strangers in the Night Live 2007                                               | Biff Byford, Graham Oliver, Paul Quinn, Pete Gill, Steve Dawson (Saxon 1980)                                       | To Hell And Back Again DVD                                                                                                 | 2007 | & Saxon |
| A Dream That Cannot Be                                                             | Amon Amarth | Jomsviking | 2016 | & Amon Amarth |
| A Fond Le Coeur (Französische Version von Herzblut)                                | Doro Pesch, Andreas Bruhn                                                                                          | Herzblut CD Single | 2008 | |
| A Whiter Shade of Pale                                                             | Gary Brooker, Keith Reid (Procol Harum 1967)                                                                       | Force Majeure | 1989 | |
| A Whiter Shade of Pale Live 2006                                                   | Gary Brooker, Keith Reid (Procol Harum 1967)                                                                       | 20 Years - A Warrior Soul DVD                                                                                              | 2006 | |
| A Whiter Shade of Pale Musikvideo                                                  | Gary Brooker, Keith Reid (Procol Harum 1967)                                                                       | The Videos VHS | 1989 | |
| Above the Ashes                                                                    | Doro Pesch, Gary Scruggs                                                                                           | Warrior Soul | 2006 | |
| Above the Ashes Live 2006                                                          | Doro Pesch, Gary Scruggs                                                                                           | Warrior Soul | 2006 | |
| Above the Ashes Live 2006                                                          | Doro Pesch, Gary Scruggs                                                                                           | 20 Years - A Warrior Soul DVD                                                                                              | 2006 | |
| Above the Ashes Live 2008                                                          | Doro Pesch, Gary Scruggs                                                                                           | 25 Years In Rock And Still Going Strong                                                                                    | 2008 | ISS Dome, Düsseldorf, Deutschland, 13. Dezember 2008 |
| Above the Ashes Live 2008                                                          | Doro Pesch, Gary Scruggs                                                                                           | 25 Years in Rock and Still Going Strong DVD                                                                                | 2008 | ISS Dome, Düsseldorf, Deutschland, 13. Dezember 2008 |
| Above the Ashes Musikvideo                                                         | Doro Pesch, Gary Scruggs                                                                                           | All We Are - The Fight CD Single                                                                                           | 2006 | |
| Abspann Live 2003                                                                  | | Für immer DVD | 2003 | Headbangers Ball |
| After the Bomb                                                                     | Peter Szigeti, Rudy Graf                                                                                           | Burning the Witches | 1984 | & Warlock |
| Alive                                                                              | Doro Pesch, Karen Childs                                                                                           | Doro | 1990 | |
| All for Metal                                                                      | Doro Pesch | Forever Warriors – Forever United                                                                                          | 2018 | + Mille Petrozza, Johan Hegg, Sabaton, Chuck Billy, Warrel Dane, Jeff Waters, Ross the Boss, Rock'n'Rolf, DeTraktor, Tommy Bolan, Andy Brings |
| All For You                                                                        | Doro Pesch, Andreas Bruhn, Dennis Krüger                                                                           | Conqueress - Forever Strong And Proud                                                                                      | 2023 | |
| All I Want                                                                         | Doro Pesch, Jack Ponti, Vic Pepe                                                                                   | Angels Never Die | 1993 | |
| All Night                                                                          | Doro Pesch, Frank Rittel, Henry Staroste, Michael Eurich, Peter Szigeti, René Maué, Rudy Graf                      | Hellbound | 1985 | & Warlock |
| All Night Live 1985                                                                | Doro Pesch, Frank Rittel, Henry Staroste, Michael Eurich, Peter Szigeti, René Maué, Rudy Graf                      | Doro Pesch and Warlock: Live DVD                                                                                           | 1985 | & Warlock - Camden Palace Theatre, London, 24. September 1985 |
| All Night Live 2006                                                                | Doro Pesch, Frank Rittel, Henry Staroste, Michael Eurich, Peter Szigeti, René Maué, Rudy Graf                      | 20 Years - A Warrior Soul DVD                                                                                              | 2006 | |
| All We Are                                                                         | Doro Pesch, Joey Balin                                                                                             | Triumph and Agony | 1987 | & Warlock |
| All We Are Re-Recorded                                                             | Doro Pesch, Joey Balin (Warlock 1987)                                                                              | All We Are - The Fight CD Single                                                                                           | 2007 | |
| All We Are                                                                         | Doro Pesch, Joey Balin (Warlock 1987)                                                                              | Classic Diamonds | 2004 | & The Classic Night Orchestra |
| All We Are Live 1993                                                               | Doro Pesch, Joey Balin (Warlock 1987)                                                                              | Live | 1993 | Live, Deutschland, 6.+7. Okt. 1993 „Angels Never Die“-Tournee |
| All We Are Live 1993                                                               | Doro Pesch, Joey Balin (Warlock 1987)                                                                              | Live VHS | 1993 | Live, Deutschland, 6.+7. Okt. 1993 „Angels Never Die“-Tournee |
| All We Are Live 2001                                                               | Doro Pesch, Joey Balin (Warlock 1987)                                                                              | Für immer DVD | 2001 | & Jean Beauvoir, Bremen, Aladin, 2001 |
| All We Are Live 2002                                                               | Doro Pesch, Joey Balin (Warlock 1987)                                                                              | Für immer DVD | 2002 | Barcelona, Spanien, Palau Olympia, 5. Januar 2002 |
| All We Are Live 2003                                                               | Doro Pesch, Joey Balin (Warlock 1987)                                                                              | Für immer DVD | 2003 | |
| All We Are Live 2003                                                               | Doro Pesch, Joey Balin (Warlock 1987)                                                                              | Mausoleum: The Official 20th Anniversary Concert Album                                                                     | 2003 | & Killer |
| All We Are Live 2004                                                               | Doro Pesch, Joey Balin (Warlock 1987)                                                                              | Classic Diamonds: The DVD                                                                                                  | 2004 | |
| All We Are Live 2005                                                               | Doro Pesch, Joey Balin (Warlock 1987)                                                                              | In Liebe und Freundschaft CD Single                                                                                        | 2005 | Bang Your Head Festival, Messegelände Balingen, 24. Juni 2005 |
| All We Are Live 2006                                                               | Doro Pesch, Joey Balin (Warlock 1987)                                                                              | 20 Years - A Warrior Soul DVD                                                                                              | 2006 | |
| All We Are Live 2008                                                               | Doro Pesch, Joey Balin (Warlock 1987)                                                                              | 25 Years in Rock and Still Going Strong DVD                                                                                | 2008 | & Bobby Blitz, Jean Beauvoir, Johnny Dee, Sabina Classen, Floor Jansen, Liv Kristine, Ji-In Cha, Liv Lagrell, Jackie Chambers, Enid Williams, Tarja Turunen, Chris Boltendahl, Axel Rudi Pell, Klaus Meine, Rudolf Schenker, Warlock, Warrel Dane, Honza K.B. Junek, ISS Dome, Düsseldorf, Deutschland, 13. Dezember 2008 |
| All We Are Live 2008                                                               | Doro Pesch, Joey Balin (Warlock 1987)                                                                              | 25 Years in Rock and Still Going Strong DVD                                                                                | 2008 | ISS Dome, Düsseldorf, Deutschland, 13. Dezember 2008 |
| All We Are Musikvideo                                                              | Doro Pesch, Joey Balin                                                                                             | Für immer DVD | 1987 | & Warlock |
| All We Are / Aftershow Live 2006                                                   | Doro Pesch, Joey Balin (Warlock 1987)                                                                              | 20 Years - A Warrior Soul DVD                                                                                              | 2006 | |
| Alles Ist Gut                                                                      | Doro Pesch, Henry Staroste, Wesley Plass                                                                           | Angels Never Die | 1993 | |
| Alles Ist Gut Live 1993                                                            | Doro Pesch, Henry Staroste, Wesley Plass                                                                           | Live | 1993 | Live, Deutschland, 6.+7. Okt. 1993 „Angels Never Die“-Tournee |
| Alles Ist Gut Live 1993                                                            | Doro Pesch, Henry Staroste, Wesley Plass                                                                           | Live VHS | 1993 | Live, Deutschland, 6.+7. Okt. 1993 „Angels Never Die“-Tournee |
| Alles Ist Gut Live 2006                                                            | Doro Pesch, Henry Staroste, Wesley Plass                                                                           | 20 Years - A Warrior Soul DVD                                                                                              | 2006 | |
| Alone Again                                                                        | Lemmy Kilmister | Calling the Wild | 2000 | & Lemmy Kilmister |
| Always Live to Win                                                                 | Doro Pesch, Chris Lietz                                                                                            | Fight | 2002 | |
| Always Live to Win                                                                 | Doro Pesch, Chris Lietz                                                                                            | Classic Diamonds | 2004 | & The Classic Night Orchestra |
| Always Live to Win Akustik                                                         | Doro Pesch, Chris Lietz                                                                                            | Fight | 2002 | |
| Always Live to Win Live 2003                                                       | Doro Pesch, Chris Lietz                                                                                            | Für immer DVD | 2003 | |
| Always Live to Win Live 2006                                                       | Doro Pesch, Chris Lietz                                                                                            | 20 Years - A Warrior Soul DVD                                                                                              | 2006 | |
| Always Live to Win Live 2008                                                       | Doro Pesch, Chris Lietz                                                                                            | 25 Years in Rock and Still Going Strong DVD                                                                                | 2008 | & Bobby "Blitz" Ellsworth, ISS Dome, Düsseldorf, Deutschland, 13. Dezember 2008 |
| Always Live to Win Musikvideo                                                      | Doro Pesch, Chris Lietz                                                                                            | Für immer DVD | 2002 | |
| Angel in the Dark                                                                  | Doro Pesch, Gary Scruggs                                                                                           | Warrior Soul | 2006 | |
| Angels with Dirty Faces                                                            | Doro Pesch, Joey Balin                                                                                             | Triumph and Agony | 1987 | & Warlock |
| Angels with Dirty Faces                                                            | Doro Pesch, Joey Balin (Warlock 1987)                                                                              | Force majeure | 1989 | |
| Anthems For The Champion                                                           | | Anthems For The Champion (CD Maxi)                                                                                         | 2007 | |
| Are They Coming for Me                                                             | Doro Pesch, Elliot Easton, Jack Ponti                                                                              | Machine II Machine | 1995 | |
| Babe I’m Gonna Leave You                                                           | Anne Bredon, Jimmy Page, Robert Plant (Joan Baez 1962)                                                             | Maximum Celebration - Strong And Proud                                                                                     | 2007 | |
| Backstage To Heaven                                                                | Doro Pesch, Jack Ponti, John Daniel Tate                                                                           | Forever Warriors / Forever United                                                                                          | 2018 | + Helge Schneider |
| Bad Blood                                                                          | Doro Pesch, Jack Ponti, Vic Pepe                                                                                   | Angels Never Die | 1993 | |
| Bad Blood Live 1993                                                                | Doro Pesch, Jack Ponti, Vic Pepe                                                                                   | Live | 1993 | Live, Deutschland, 6.+7. Okt. 1993 „Angels Never Die“-Tournee |
| Bad Blood Live 1993                                                                | Doro Pesch, Jack Ponti, Vic Pepe                                                                                   | Live VHS | 1993 | Live, Deutschland, 6.+7. Okt. 1993 „Angels Never Die“-Tournee |
| Bad Blood Live 2006                                                                | Doro Pesch, Jack Ponti, Vic Pepe                                                                                   | 20 Years - A Warrior Soul DVD                                                                                              | 2006 | |
| Bad Blood Musikvideo                                                               | Doro Pesch, Jack Ponti, Vic Pepe                                                                                   | Für immer DVD | 1993 | |
| Barracuda                                                                          | Ann Wilson, Michael Derosier, Nancy Wilson, Roger Fisher (Heart 1977)                                              | Love Me in Black | 1998 | |
| Bastardos                                                                          | Doro Pesch, Andreas Bruhn                                                                                          | Forever Warriors / Forever United                                                                                          | 2018 | |
| Be Strong                                                                          | Doro Pesch, Andreas Bruhn                                                                                          | Forever Warriors / Forever United                                                                                          | 2018 | |
| Best In Me                                                                         | Doro Pesch, Andreas Bruhn                                                                                          | Conqueress - Forever Strong And Proud                                                                                      | 2023 | |
| Beyond the Trees                                                                   | Doro Pesch, Joey Balin                                                                                             | Force Majeure | 2002 | |
| Big City Nights Live 2008                                                          | Klaus Meine, Rudolf Schenker, Herman Rarebell (Scorpions 1984)                                                     | 25 Years in Rock and Still Going Strong DVD                                                                                | 2008 | & Klaus Meine, Rudolf Schenker, Scorpions, ISS Dome, Düsseldorf, Deutschland, 13. Dezember 2008 |
| Bis aufs Blut                                                                      | Doro Pesch | Force Majeure | 1989 | |
| Black Ballad                                                                       | Doro Pesch, Andreas Bruhn                                                                                          | Forever Warriors / Forever United                                                                                          | 2018 | |
| Black Devil Demo                                                                   | | The Early Years Of Doro Pesch Bootleg                                                                                      | 1981 | & Beast |
| Black Rose                                                                         | Doro Pesch, Gary Scruggs                                                                                           | Calling the Wild | 2000 | |
| Blood, Sweat And Rock'n'Roll                                                       | Doro Pesch, Johnny Dee, Nick Douglas, Bas Maas, Luca Princiotta                                                    | Forever Warriors / Forever United                                                                                          | 2018 | |
| Bond Unending                                                                      | Doro Pesch, Sammy Amara                                                                                            | Conqueress - Forever Strong And Proud                                                                                      | 2023 | & Sammy Amara |
| Born To Be Wild Live 2002                                                          | Mars Bonfire (Steppenwolf 1968)                                                                                    | Für immer DVD | 2002 | Derby, U.K. 2002 |
| Born To Be Wild Live 2006                                                          | Mars Bonfire (Steppenwolf 1968)                                                                                    | 20 Years - A Warrior Soul DVD                                                                                              | 2006 | & Claus Lessmann |
| Born to Bleed                                                                      | Doro Pesch, Gary Scruggs                                                                                           | Angels Never Die | 1993 | |
| Born to Raise Hell Live 2001                                                       | Lemmy Kilmister (Motörhead 1994)                                                                                   | 25 & Alive „Boneshaker“' DVD                                                                                               | 2001 | & Motörhead |
| Born to Raise Hell Live 2003                                                       | Lemmy Kilmister (Motörhead 1994)                                                                                   | Für immer DVD | 2003 | & Motörhead, London, U.K. |
| Breaking the Law                                                                   | Glenn Tipton, K. K. Downing, Rob Halford (Judas Priest 1980)                                                       | Let Love Rain On Me | 2004 | |
| Breaking the Law                                                                   | Glenn Tipton, K. K. Downing, Rob Halford (Judas Priest 1980)                                                       | Classic Diamonds | 2004 | & The Classic Night Orchestra |
| Breaking the Law Akustik                                                           | Glenn Tipton, K. K. Downing, Rob Halford (Judas Priest 1980)                                                       | Fight | 2002 | |
| Breaking the Law Live 2004                                                         | Glenn Tipton, K. K. Downing, Rob Halford (Judas Priest 1980)                                                       | Classic Diamonds: The DVD                                                                                                  | 2004 | |
| Breaking the Law Live 2008                                                         | Glenn Tipton, K. K. Downing, Rob Halford (Judas Priest 1980)                                                       | 25 Years In Rock And Still Going Strong                                                                                    | 2008 | ISS Dome, Düsseldorf, Deutschland, 13. Dezember 2008 |
| Breaking the Law Live 2008                                                         | Glenn Tipton, K. K. Downing, Rob Halford (Judas Priest 1980)                                                       | 25 Years in Rock and Still Going Strong DVD                                                                                | 2008 | ISS Dome, Düsseldorf, Deutschland, 13. Dezember 2008 |
| Breaking the Law Live 2008 Edit                                                    | Glenn Tipton, K. K. Downing, Rob Halford (Judas Priest 1980)                                                       | 25 Years In Rock And Still Going Strong                                                                                    | 2008 | ISS Dome, Düsseldorf, Deutschland, 13. Dezember 2008 |
| Breaking The Law Live 2010                                                         | Glenn Tipton, K. K. Downing, Rob Halford (Judas Priest 1980)                                                       | Breaking The Law (Promo – CD-Single)                                                                                       | 2010 | |
| Breaking the Law Non-album Version                                                 | Glenn Tipton, K. K. Downing, Rob Halford (Judas Priest 1980)                                                       | Let Love Rain on Me CD Single                                                                                              | 2004 | & The Classic Night Orchestra |
| Brickwall                                                                          | Doro Pesch, Andreas Bruhn                                                                                          | Brickwall | 2020 | |
| Bring My Hero Back Home Again                                                      | Luke Gasser | Forever Warriors / Forever United                                                                                          | 2018 | Taken From The Movie Anuk III - Die Dunkle Flut / The Dark Flood |
| Broken                                                                             | Doro Pesch, Karen Childs                                                                                           | Doro | 1990 | |
| Brutal and Effective                                                               | Doro Pesch, Jimmy Harry                                                                                            | Love Me in Black | 1998 | |
| Brutal and Effective Live 2006                                                     | Doro Pesch, Jimmy Harry                                                                                            | 20 Years - A Warrior Soul DVD                                                                                              | 2006 | |
| Burn Bitch Burn Live 2010                                                          | Gene Simmons (Kiss 1984)                                                                                           | 25 Years in Rock and Still Going Strong DVD                                                                                | 2010 | 2500th Concert Special, Burg-Wächter Castello Arena, Düsseldorf, 13. März 2010 |
| Burn It Up (Bird of Fire)                                                          | Doro Pesch, Chris Lietz, Jürgen Engler                                                                             | Calling the Wild | 2000 | |
| Burn It Up (Bird of Fire)                                                          | Doro Pesch, Chris Lietz, Jürgen Engler                                                                             | Classic Diamonds | 2004 | & The Classic Night Orchestra |
| Burn It Up (Bird of Fire) Akustik                                                  | Doro Pesch, Chris Lietz, Jürgen Engler                                                                             | Calling the Wild | 2000 | |
| Burn It Up (Bird of Fire) Burning Hot Mix                                          | Doro Pesch, Chris Lietz, Jürgen Engler                                                                             | Calling the Wild | 2000 | |
| Burn It Up (Bird of Fire) Burning Mix                                              | Doro Pesch, Chris Lietz, Jürgen Engler                                                                             | Calling the Wild | 2000 | |
| Burn It Up (Bird of Fire) Lightning Mix                                            | Doro Pesch, Chris Lietz, Jürgen Engler                                                                             | Calling the Wild | 2000 | |
| Burn It Up (Bird of Fire) Lightning Strikes Again Mix                              | Doro Pesch, Chris Lietz, Jürgen Engler                                                                             | Calling the Wild | 2000 | |
| Burn It Up (Bird of Fire) Live 2000                                                | Doro Pesch, Chris Lietz, Jürgen Engler                                                                             | Burn It Up CD Single | 2000 | |
| Burn It Up (Bird of Fire) Live 2003                                                | Doro Pesch, Chris Lietz, Jürgen Engler                                                                             | Für immer DVD | 2003 | |
| Burn It Up (Bird of Fire) Live 2006                                                | Doro Pesch, Chris Lietz, Jürgen Engler                                                                             | 20 Years - A Warrior Soul DVD                                                                                              | 2006 | |
| Burn It Up (Bird of Fire) Live 2008                                                | Doro Pesch, Chris Lietz, Jürgen Engler                                                                             | 25 Years in Rock and Still Going Strong                                                                                    | 2008 | & Jean Beauvoir, Rheinfire Cheerleaders, ISS Dome, Düsseldorf, Deutschland, 13. Dezember 2008 |
| Burn It Up (Bird of Fire) Live 2008                                                | Doro Pesch, Chris Lietz, Jürgen Engler                                                                             | 25 Years in Rock and Still Going Strong DVD                                                                                | 2008 | & Jean Beauvoir, Rheinfire Cheerleaders, ISS Dome, Düsseldorf, Deutschland, 13. Dezember 2008 |
| Burn It Up (Bird of Fire) Live 2009                                                | Doro Pesch, Chris Lietz, Jürgen Engler                                                                             | 25 Years in Rock and Still Going Strong DVD                                                                                | 2009 | Wacken Open Air 2009 |
| Burn It Up (Bird of Fire) Thunder Mix                                              | Doro Pesch, Chris Lietz, Jürgen Engler                                                                             | Calling the Wild | 2000 | |
| Burning the Witches                                                                | Rudy Graf | Burning the Witches | 1983 | & Warlock |
| Burning the Witches                                                                | Rudy Graf | That’s Metal Lesson I - Bleed for the Gods                                                                                 | 2001 | & Powergod |
| Burning the Witches Live 1985                                                      | Rudy Graf | Doro Pesch and Warlock: Live DVD                                                                                           | 1985 | & Warlock - Camden Palace Theatre, London, 24. September 1985 |
| Burning the Witches Live 1993                                                      | Rudy Graf (Warlock 1984)                                                                                           | Live | 1993 | Live, Deutschland, 6.+7. Okt. 1993 „Angels Never Die“-Tournee |
| Burning the Witches Live 1993                                                      | Rudy Graf (Warlock 1984)                                                                                           | Live VHS | 1993 | Live, Deutschland, 6.+7. Okt. 1993 „Angels Never Die“-Tournee |
| Burning the Witches Live 2003                                                      | Rudy Graf (Warlock 1984)                                                                                           | Für immer DVD | 2003 | |
| Burning the Witches Live 2003                                                      | Rudy Graf (Warlock1984)                                                                                            | Mausoleum: The Official 20th Anniversary Concert Album                                                                     | 2003 | & Killer |
| Burning the Witches Live 2006                                                      | Rudy Graf (Warlock 1984)                                                                                           | 20 Years - A Warrior Soul DVD                                                                                              | 2006 | |
| Burning the Witches Live 2010                                                      | Rudy Graf (Warlock1984)                                                                                            | 25 Years in Rock and Still Going Strong DVD                                                                                | 2010 | & Andy Brings, 2500th Concert Special, Burg-Wächter Castello Arena, Düsseldorf, 13. März 2010 |
| Burning the Witches Live 2008                                                      | Rudy Graf (Warlock 1984)                                                                                           | 25 Years in Rock and Still Going Strong DVD                                                                                | 2008 | & Warlock, ISS Dome, Düsseldorf, Deutschland, 13. Dezember 2008 |
| Burning the Witches Live 2009                                                      | Rudy Graf (Warlock 1984)                                                                                           | 25 Years in Rock and Still Going Strong DVD                                                                                | 2009 | Wacken Open Air 2009 |
| Burning Thirst                                                                     | | Raise Your Fist | 2012 | |
| Can’t Stop Thinking about You                                                      | Doro Pesch, Camus Celli, Jack Ponti, Jon Levin                                                                     | Machine II Machine | 1995 | |
| Caruso                                                                             | Lucio Dalla (Lucio Dalla 1986)                                                                                     | Forever Warriors / Forever United                                                                                          | 2018 | |
| Catch My Heart                                                                     | Doro Pesch, Frank Rittel, Michael Eurich, Peter Szigeti, René Maué, Rudy Graf                                      | Hellbound | 1985 | & Warlock |
| Caught in a Battle                                                                 | Doro Pesch, Andreas Bruhn                                                                                          | Fear No Evil | 2009 | |
| Celebrate                                                                          | Doro Pesch, Joey Balin                                                                                             | Fear No Evil | 2008 | |
| Celebrate                                                                          | Doro Pesch, Joey Balin                                                                                             | Celebrate (The Night of the Warlock) CD Single                                                                             | 2008 | & Biff Byford |
| Celebrate                                                                          | Doro Pesch, Joey Balin                                                                                             | Celebrate (The Night of the Warlock) CD Single                                                                             | 2008 | & Fans |
| Celebrate Full Metal Female Version                                                | Doro Pesch, Joey Balin                                                                                             | Celebrate (The Night of the Warlock) CD Single                                                                             | 2012 | |
| Celebrate Full Metal Version                                                       | Doro Pesch, Joey Balin                                                                                             | Celebrate (The Night of the Warlock) CD Single                                                                             | 2008 | & Angela Gossow, Sabina Classen, Floor Jansen, Liv Kristine, Girlschool |
| Celebrate Live 2008 - Full Metal Female Version                                    | Doro Pesch, Joey Balin                                                                                             | 25 Years in Rock and Still Going Strong                                                                                    | 2008 | & Sabina Classen, Floor Jansen, Liv Kristine, Ji-In Cha, Liv Jagrell, Jackie Chambers, Enid Williams, ISS Dome, Düsseldorf, Deutschland, 13. Dezember 2008 |
| Celebrate Live 2008 - Full Metal Female Version                                    | Doro Pesch, Joey Balin                                                                                             | 25 Years in Rock and Still Going Strong DVD                                                                                | 2008 | & Sabina Classen, Floor Jansen, Liv Kristine, Ji-In Cha, Liv Jagrell, Jackie Chambers, Enid Williams, ISS Dome, Düsseldorf, Deutschland, 13. Dezember 2008 |
| Ceremony                                                                           | Doro Pesch, Camus Celli, Jack Ponti, Jon Levin                                                                     | Machine II Machine | 1995 | |
| Ceremony Metal Hammer mix                                                          | Doro Pesch, Camus Celli, Jack Ponti, Jon Levin                                                                     | Machine II Machine: Electric Club Mixes                                                                                    | 1995 | |
| Ceremony Musikvideo                                                                | Doro Pesch, Camus Celli, Jack Ponti, Jon Levin                                                                     | Für immer DVD | 1995 | |
| Ceremony Original Mix                                                              | Doro Pesch, Camus Celli, Jack Ponti, Jon Levin                                                                     | Ceremony CD Single | 1995 | |
| Ceremony Rattlesnake Bite mix by Die Krupps FX                                     | Doro Pesch, Camus Celli, Jack Ponti, Jon Levin                                                                     | Machine II Machine: Electric Club Mixes                                                                                    | 1995 | |
| Ceremony Rattlesnake Bite mix by Die Krupps FX Unit - Long Extended Hammer-Version | Doro Pesch, Camus Celli, Jack Ponti, Jon Levin                                                                     | The Doro / Warlock Collection                                                                                              | 1995 | |
| Ceremony Rattlesnake Bite Mix Hammer Edit                                          | Doro Pesch, Camus Celli, Jack Ponti, Jon Levin                                                                     | Ceremony CD Single | 1995 | |
| Ceremony Rattlesnake Bite Mix Long Extended Hammer Mix                             | Doro Pesch, Camus Celli, Jack Ponti, Jon Levin                                                                     | Ceremony CD Single | 1995 | |
| Chained                                                                            | Doro Pesch, Gary Scruggs                                                                                           | Fight | 2002 | |
| Chained Live 2003                                                                  | Doro Pesch, Gary Scruggs                                                                                           | Für immer DVD | 2003 | |
| Chained Musikvideo                                                                 | Doro Pesch, Gary Scruggs                                                                                           | Für immer DVD | 2003 | |
| Children Of The Dawn                                                               | Doro Pesch, Stefan Herkenhoff                                                                                      | Conqueress - Forever Strong And Proud                                                                                      | 2023 | |
| Children of the Night                                                              | Doro Pesch, Gary Scruggs                                                                                           | Bad Blood CD Single | 1993 | |
| Children of the Night Live 1993                                                    | Doro Pesch, Gary Scruggs                                                                                           | Live | 1993 | Live, Deutschland, 6.+7. Okt. 1993 „Angels Never Die“-Tournee |
| Children of the Night Live 1993                                                    | Doro Pesch, Gary Scruggs                                                                                           | Live VHS | 1993 | Live, Deutschland, 6.+7. Okt. 1993 „Angels Never Die“-Tournee |
| Cold, Cold World                                                                   | Doro Pesch, Joey Balin, Niko Arvanitis                                                                             | Triumph and Agony | 1987 | & Warlock |
| Coldhearted Lover                                                                  | Doro Pesch, Wolfgang Michels                                                                                       | Raise Your Fist | 2012 | |
| Constant Danger                                                                    | Doro Pesch, Gary Scruggs                                                                                           | Calling the Wild | 2000 | |
| Constant Danger Live 2003                                                          | Doro Pesch, Gary Scruggs                                                                                           | Für immer DVD | 2003 | |
| Cool Love                                                                          | Doro Pesch, Bob DiPiero, Todd Cerney                                                                               | True at Heart | 1991 | |
| Creep into My Brain                                                                | Doro Pesch, Joe Taylor, Johnny Dee, Nick Douglas, Oliver Palotai                                                   | Warrior Soul | 2006 | |
| Crushing Room                                                                      | Maria Ilmoniemi, Rafael Bittencourt                                                                                | Secret Garden | 2014 | & Angra |
| Cry For A Rebel Demo                                                               | | The Early Years Of Doro Pesch Bootleg                                                                                      | 1983 | & Warlock |
| Cry Wolf                                                                           | Doro Pesch, Joey Balin, Tommy Henriksen                                                                            | Force Majeure | 1989 | |
| Cryin’                                                                             | Doro Pesch, Elizabeth G. Daily, Jack Ponti, Vic Pepe                                                               | Angels Never Die | 1993 | |
| Dancing with an Angel                                                              | Stefan Kaufmann, Udo Dirkschneider                                                                                 | Man and Machine | 2002 | & Udo Dirkschneider |
| Dancing with an Angel Live 2015                                                    | Stefan Kaufmann, Udo Dirkschneider                                                                                 | Navy Metal Night | 2015 | & U.D.O. |
| Dancing with an Angel Remix                                                        | Stefan Kaufmann, Udo Dirkschneider                                                                                 | Man and Machine | 2002 | & Udo Dirkschneider |
| Danke                                                                              | Doro Pesch, Henry Staroste                                                                                         | Calling the Wild | 2000 | |
| Danke Live 2010                                                                    | Doro Pesch, Henry Staroste                                                                                         | 25 Years in Rock and Still Going Strong DVD                                                                                | 2010 | 2500th Concert Special, Burg-Wächter Castello Arena, Düsseldorf, 13. März 2010 |
| Dark Fade                                                                          | Doro Pesch, Peter Szigeti                                                                                          | Burning the Witches | 1984 | & Warlock |
| Das letzte Mammut                                                                  | Frank Ramond, Markus Talvikoski, A. Vanhamaa, Kale Piisinen                                                        | Retter der Welt | 2020 | & HeavySaurus |
| Dedication (I Give My Blood)                                                       | Doro Pesch, Chris Lietz, Jürgen Engler                                                                             | Love Me in Black | 1998 | |
| Deep in the night                                                                  | John Winter, Ladislav Krížek, Ludek Adámek, Radek Kroc, Zdenek Pradlovský                                          | Angel On The Run | 1990 | & Kreyson |
| Descent                                                                            | Doro Pesch, Joe Taylor                                                                                             | Fight | 2002 | & Peter Steele |
| Desperately                                                                        | Doro Pesch, Harold Frazee, Jack Ponti                                                                              | Machine II Machine | 1995 | |
| Dirty Diamonds                                                                     | Doro Pesch, Jack Ponti                                                                                             | In Freiheit stirbt mein Herz CD Single                                                                                     | 1995 | |
| Do You Like It?                                                                    | Doro Pesch, Jimmy Harry                                                                                            | Love Me in Black | 1998 | |
| Don’t Break My Heart Again                                                         | David Coverdale (Whitesnake 1981)                                                                                  | Forever Warriors / Forever United                                                                                          | 2018 | |
| Don’t Go                                                                           | Doro Pesch, Jack Ponti, Vic Pepe                                                                                   | Angels Never Die | 1993 | |
| Don’t Mistake It for Love                                                          | Doro Pesch, Jack Ponti, Nick Douglas                                                                               | Machine II Machine | 1995 | |
| Down and Out                                                                       | Doro Pesch, Frank Rittel, Michael Eurich, Peter Szigeti, Rudy Graf                                                 | Hellbound | 1985 | & Warlock |
| Dressed To Kill Live 1990                                                          | | Für immer DVD | 1990 | Whisky A Go Go, West Hollywood, Los Angeles, Kalifornien, USA, 3. Oktober 1990 |
| Drive Me Wild                                                                      | Doro Pesch, Andreas Bruhn                                                                                          | Conqueress - Forever Strong And Proud                                                                                      | 2023 | |
| Drum-Solo Live 1985 Instrumental                                                   | Johnny Dee | Doro Pesch and Warlock: Live DVD                                                                                           | 1985 | & Warlock - Camden Palace Theatre, London, 24. September 1985 |
| Drum-Solo Live 2003                                                                | Johnny Dee | Für immer DVD | 2003 | |
| Drum-Solo Live 2006                                                                | Johnny Dee | 20 Years - A Warrior Soul DVD                                                                                              | 2006 | |
| Drum-Solo Live 2008                                                                | Johnny Dee | 25 Years in Rock and Still Going Strong DVD                                                                                | 2008 | & Johnny Dee |
| Earp’s Vendetta                                                                    | Alex Kraft | The Legend and the Truth                                                                                                   | 2006 | & Dezperadoz |
| Earthshaker Rock                                                                   | Doro Pesch, Frank Rittel, Michael Eurich, Peter Szigeti, Rudy Graf                                                 | Hellbound | 1985 | & Warlock |
| Earthshaker Rock Live 1985                                                         | Rudy Graf, Frank Rittel, Doro Pesch, Peter Szigeti, Michael Eurich                                                 | Doro Pesch and Warlock: Live DVD                                                                                           | 1985 | & Warlock - Camden Palace Theatre, London, 24. September 1985 |
| Earthshaker Rock & Interview Live 1986                                             | Rudy Graf, Frank Rittel, Doro Pesch, Peter Szigeti, Michael Eurich                                                 | Für immer DVD | 1986 | |
| Earthshaker Rock Live 2003                                                         | Rudy Graf, Frank Rittel, Doro Pesch, Peter Szigeti, Michael Eurich                                                 | Für immer DVD | 2003 | |
| Earthshaker Rock Live 2006                                                         | Rudy Graf, Frank Rittel, Doro Pesch, Peter Szigeti, Michael Eurich                                                 | 20 Years - A Warrior Soul DVD                                                                                              | 2006 | |
| Earthshaker Rock Live 2008                                                         | Rudy Graf, Frank Rittel, Doro Pesch, Peter Szigeti, Michael Eurich                                                 | 25 Years in Rock and Still Going Strong                                                                                    | 2008 | ISS Dome, Düsseldorf, Deutschland, 13. Dezember 2008 |
| Earthshaker Rock Live 2008                                                         | Rudy Graf, Frank Rittel, Doro Pesch, Peter Szigeti, Michael Eurich                                                 | 25 Years in Rock and Still Going Strong DVD                                                                                | 2008 | ISS Dome, Düsseldorf, Deutschland, 13. Dezember 2008 |
| East Meets West                                                                    | Doro Pesch, Joey Balin                                                                                             | Triumph and Agony | 1987 | & Warlock |
| East Meets West Live 1987                                                          | Doro Pesch, Joey Balin                                                                                             | Triumph and Agony | 1987 | & Warlock |
| East Meets West Live 1991                                                          | Doro Pesch, Joey Balin                                                                                             | Rare Diamonds | 1991 | Marquee, N.Y.City |
| East Meets West Live 1993                                                          | Doro Pesch, Joey Balin                                                                                             | Live VHS | 1993 | Live, Deutschland, 6.+7. Okt. 1993 „Angels Never Die“-Tournee |
| East Meets West Live 2003                                                          | Doro Pesch, Joey Balin                                                                                             | Für immer DVD | 2003 | |
| East Meets West Live 2006                                                          | Doro Pesch, Joey Balin                                                                                             | 20 Years - A Warrior Soul DVD                                                                                              | 2006 | |
| East Meets West Live 2008                                                          | Doro Pesch, Joey Balin                                                                                             | 25 Years in Rock and Still Going Strong                                                                                    | 2008 | & Chris Boltendahl, Axel Rudi Pell ISS Dome, Düsseldorf, Deutschland, 13. Dezember 2008 |
| East Meets West Live 2008                                                          | Doro Pesch, Joey Balin                                                                                             | 25 Years in Rock and Still Going Strong DVD                                                                                | 2008 | & Chris Boltendahl, Axel Rudi Pell ISS Dome, Düsseldorf, Deutschland, 13. Dezember 2008 |
| Echoes of Eternity                                                                 | Alex Kraft | The Legend and the Truth                                                                                                   | 2006 | & Dezperadoz |
| Egypt (The Chains Are On)                                                          | Vivian Campbell, Ronnie James Dio, Jimmy Bain, Vinny Appice (Dio 1984)                                             | Maximum Celebration - Strong And Proud                                                                                     | 1999 | |
| Egypt (The Chains Are On) Live 2006                                                | Vivian Campbell, Ronnie James Dio, Jimmy Bain, Vinny Appice (Dio 1984)                                             | 20 Years - A Warrior Soul DVD                                                                                              | 2006 | |
| Egypt (The Chains Are On) Live 2010                                                | Vivian Campbell, Ronnie James Dio, Jimmy Bain, Vinny Appice (Dio 1984)                                             | 25 Years in Rock and Still Going Strong DVD                                                                                | 2010 | Bang Your Head Festival, Messegelände Balingen, 16. Juli 2010 |
| Ein Stück Ewigkeit                                                                 | Doro Pesch, Andreas Bruhn                                                                                          | Für Immer | 2017 | |
| Emotional Suicide Cave Man Mix                                                     | Doro Pesch, Greg Smith, Jack Ponti                                                                                 | Machine II Machine: Electric Club Mixes                                                                                    | 1995 | |
| Engel                                                                              | Doro Pesch, Andreas Bruhn                                                                                          | Raise Your Fist | 2012 | |
| Enough for You                                                                     | Doro Pesch, Jack Ponti, Vic Pepe                                                                                   | Angels Never Die | 1993 | |
| Enough for You Live 1993                                                           | Doro Pesch, Jack Ponti, Vic Pepe                                                                                   | Live | 1993 | Live, Deutschland, 6.+7. Okt. 1993 „Angels Never Die“-Tournee |
| Enough for You Live 1993                                                           | Doro Pesch, Jack Ponti, Vic Pepe                                                                                   | Live VHS | 1993 | Live, Deutschland, 6.+7. Okt. 1993 „Angels Never Die“-Tournee |
| Eu Dou-Te O Meu Coração Portugiesische Version von Herzblut                        | Doro Pesch, Andreas Bruhn                                                                                          | Herzblut CD Single | 2008 | |
| Even Live 1987                                                                     | | The Last Witch Bootleg | 1987 | & Warlock |
| Even Angels Cry                                                                    | Doro Pesch, Gary Scruggs                                                                                           | True at Heart | 1991 | |
| Everything’s Lost                                                                  | Doro Pesch, Gary Scruggs                                                                                           | Warrior Soul | 2006 | |
| Evil                                                                               | Rudy Graf | Hellbound | 1985 | & Warlock |
| Evil Live 1985 Instrumental                                                        | Rudy Graf | Doro Pesch and Warlock: Live DVD                                                                                           | 1985 | & Warlock - Camden Palace Theatre, London, 24. September 1985 |
| Evil Live 2006                                                                     | Rudy Graf | 20 Years - A Warrior Soul DVD                                                                                              | 2006 | |
| Eye on You                                                                         | Doro Pesch, Jack Ponti, Vic Pepe                                                                                   | Angels Never Die | 1993 | |
| Eye on You Live 1993                                                               | Doro Pesch, Jack Ponti, Vic Pepe                                                                                   | Live | 1993 | Live, Deutschland, 6.+7. Okt. 1993 „Angels Never Die“-Tournee |
| Eye on You Live 1993                                                               | Doro Pesch, Jack Ponti, Vic Pepe                                                                                   | Live VHS | 1993 | Live, Deutschland, 6.+7. Okt. 1993 „Angels Never Die“-Tournee |
| Fall for Me Again                                                                  | Doro Pesch, Gary Scruggs                                                                                           | True at Heart | 1991 | |
| Fall for Me Again Live 1993                                                        | Doro Pesch, Gary Scruggs                                                                                           | Live | 1993 | Live, Deutschland, 6.+7. Okt. 1993 „Angels Never Die“-Tournee |
| Fall for Me Again Live 1993                                                        | Doro Pesch, Gary Scruggs                                                                                           | Live VHS | 1993 | Live, Deutschland, 6.+7. Okt. 1993 „Angels Never Die“-Tournee |
| Fall for Me Again Live 2003                                                        | Doro Pesch, Gary Scruggs                                                                                           | Für immer DVD | 2003 | |
| Fall for Me Again Live 2004                                                        | Doro Pesch, Gary Scruggs                                                                                           | Classic Diamonds: The DVD                                                                                                  | 2004 | |
| Fall for Me Again Live 2006                                                        | Doro Pesch, Gary Scruggs                                                                                           | 20 Years - A Warrior Soul DVD                                                                                              | 2006 | |
| Fear of the Dark Live 2004                                                         | Steve Harris (Iron Maiden 1992)                                                                                    | Classic Diamonds: The DVD                                                                                                  | 2004 | & Blaze Bayley |
| Fels In Der Brandung                                                               | Doro Pesch, Andreas Bruhn                                                                                          | Conqueress - Forever Strong And Proud                                                                                      | 2023 | |
| Fight                                                                              | Doro Pesch, Joe Taylor, Johnny Dee, Nick Douglas                                                                   | Fight | 2002 | |
| Fight 30s Version/Regina's Box Hymn                                                | Doro Pesch, Joe Taylor, Johnny Dee, Nick Douglas                                                                   | Fight CD Single | 2002 | |
| Fight Live 2003                                                                    | Doro Pesch, Joe Taylor, Johnny Dee, Nick Douglas                                                                   | Für immer DVD | 2003 | |
| Fight Live 2006                                                                    | Doro Pesch, Joe Taylor, Johnny Dee, Nick Douglas                                                                   | 20 Years - A Warrior Soul DVD                                                                                              | 2006 | |
| Fight Live 2008                                                                    | Doro Pesch, Joe Taylor, Johnny Dee, Nick Douglas                                                                   | 25 Years in Rock and Still Going Strong DVD                                                                                | 2008 | & Warlock |
| Fight Musikvideo                                                                   | Doro Pesch, Joe Taylor, Johnny Dee, Nick Douglas                                                                   | Für immer DVD | 2002 | |
| Fight by Your Side                                                                 | Doro Pesch, Gary Scruggs                                                                                           | Fight | 2002 | |
| Fight for Rock                                                                     | Henry Staroste, Niko Arvanitis                                                                                     | True as Steel | 1986 | & Warlock |
| Fight for Rock Live 2006                                                           | Henry Staroste, Niko Arvanitis                                                                                     | 20 Years - A Warrior Soul DVD                                                                                              | 2006 | |
| Fight for Rock Live 2008                                                           | Henry Staroste, Niko Arvanitis                                                                                     | 25 Years in Rock and Still Going Strong DVD                                                                                | 2008 | & Warlock ISS Dome, Düsseldorf, Deutschland, 13. Dezember 2008 |
| Fight for Rock Musikvideo                                                          | Henry Staroste, Niko Arvanitis                                                                                     | Für immer DVD | 1986 | & Warlock |
| Fight Through The Fire                                                             | Nick Douglas | Forever Warriors / Forever United                                                                                          | 2018 | |
| Fire Guitar Mix                                                                    | | Fire CD Single | 2009 | & The Strangers |
| Fire Saxy Cedric Mix                                                               | | Fire CD Single | 2009 | & The Strangers |
| Fire In The Sky                                                                    | Doro Pesch, Bill Hudson                                                                                            | Conqueress - Forever Strong And Proud                                                                                      | 2023 | |
| Fire On My Mind                                                                    | | Flicker | 2014 | & Luke Gasser |
| For Love and Friendship (Englische Version von In Liebe und Freundschaft)          | Doro Pesch, Chris Lietz                                                                                            | Warrior Soul | 2005 | Japan Edition |
| Free My Heart                                                                      | Doro Pesch, Andreas Bruhn                                                                                          | Raise Your Fist | 2012 | |
| Freiheit                                                                           | Doro Pesch, Andreas Bruhn                                                                                          | Für immer | 2017 | |
| Freiheit (Human Rights)                                                            | Doro Pesch, Andreas Bruhn                                                                                          | Raise Your Fist | 2012 | |
| Freunde fürs Leben                                                                 | Doro Pesch, Andreas Bruhn                                                                                          | Forever Warriors / Forever United                                                                                          | 2018 | |
| Fuel                                                                               | Doro Pesch, Andreas Bruhn                                                                                          | Calling the Wild | 2000 | |
| Für Immer                                                                          | Doro Pesch, Joey Balin                                                                                             | Triumph and Agony | 1987 | & Warlock |
| Für Immer                                                                          | Doro Pesch, Joey Balin (Warlock 1987)                                                                              | The Ballads | 1993 | |
| Für Immer                                                                          | Doro Pesch, Joey Balin (Warlock 1987)                                                                              | Classic Diamonds | 2004 | & The Classic Night Orchestra |
| Für Immer Live 1989                                                                | Doro Pesch, Joey Balin (Warlock 1987)                                                                              | Hard Times CD Maxi | 1989 | |
| Für Immer Live 1991                                                                | Doro Pesch, Joey Balin (Warlock 1987)                                                                              | Cool Love CD Maxi | 1991 | |
| Für Immer Live 1993                                                                | Doro Pesch, Joey Balin (Warlock 1987)                                                                              | Live | 1993 | Live, Deutschland, 6.+7. Okt. 1993 „Angels Never Die“-Tournee |
| Für Immer Live 1993                                                                | Doro Pesch, Joey Balin (Warlock 1987)                                                                              | Live VHS | 1993 | Live, Deutschland, 6.+7. Okt. 1993 „Angels Never Die“-Tournee |
| Für Immer Live 2003                                                                | Doro Pesch, Joey Balin (Warlock 1987)                                                                              | Für Immer CD Single | 2003 | |
| Für Immer Live 2003                                                                | Doro Pesch, Joey Balin (Warlock 1987)                                                                              | Für immer DVD | 2003 | |
| Für Immer (Live 2003 Radio Edit)                                                   | Doro Pesch, Joey Balin (Warlock 1987)                                                                              | Für Immer CD Single | 1993 | |
| Für Immer Live 2004                                                                | Doro Pesch, Joey Balin (Warlock 1987)                                                                              | Classic Diamonds: The DVD                                                                                                  | 2004 | |
| Für Immer Live 2006                                                                | Doro Pesch, Joey Balin (Warlock 1987)                                                                              | Warrior Soul | 2006 | |
| Für Immer Live 2006                                                                | Doro Pesch, Joey Balin (Warlock 1987)                                                                              | 20 Years - A Warrior Soul DVD                                                                                              | 2006 | |
| Für Immer Live 2008                                                                | Doro Pesch, Joey Balin (Warlock 1987)                                                                              | 25 Years in Rock and Still Going Strong DVD                                                                                | 2008 | ISS Dome, Düsseldorf, Deutschland, 13. Dezember 2008 |
| Für Immer Musikvideo                                                               | Doro Pesch, Joey Balin                                                                                             | Für immer DVD | 1987 | & Warlock |
| Gettin' Nowhere Without You                                                        | Doro Pesch, Gary Scruggs                                                                                           | True at Heart | 1991 | |
| Gimme! Gimme! Gimme! (A Man After Midnight)                                        | Benny Andersson, Björn Ulvaeus (ABBA 1979)                                                                         | ABBA Mania | 2005 | & Dirk Bach |
| Give Me a Reason                                                                   | Doro Pesch, Andreas Bruhn                                                                                          | Calling the Wild | 2000 | |
| Good Things Live 2012                                                              | Udo Rinklin, Die Happy                                                                                             | 1000th Show Live | 2012 | & Die Happy |
| Grab the Bull (Last Man Standing)                                                  | Doro Pesch, Andreas Bruhn                                                                                          | Raise Your Fist | 2012 | & Gus G |
| Grand Finale Live 2008                                                             | | 25 Years in Rock and Still Going Strong DVD                                                                                | 2008 | |
| Hard Times                                                                         | Doro Pesch, Joey Balin                                                                                             | Force Majeure | 1989 | |
| Hard Times Musikvideo                                                              | Doro Pesch, Joey Balin                                                                                             | The Videos VHS | 1989 | |
| Hateful Guy                                                                        | Doro Pesch, Rudy Graf                                                                                              | Burning the Witches | 1984 | & Warlock |
| Hateful Guy Live 1985                                                              | Doro Pesch, Rudy Graf                                                                                              | Doro Pesch and Warlock: Live DVD                                                                                           | 1985 | & Warlock - Camden Palace Theatre, London, 24. September 1985 |
| Haunted Heart                                                                      | Doro Pesch, Gary Scruggs                                                                                           | Warrior Soul | 2006 | |
| Haunted Heart Live 2006                                                            | Doro Pesch, Gary Scruggs                                                                                           | 20 Years - A Warrior Soul DVD                                                                                              | 2006 | |
| Hear Me                                                                            | Doro Pesch, Dennis Morgan                                                                                          | True at Heart | 1991 | |
| Heart In Pain                                                                      | | Conqueress - Forever Strong And Proud                                                                                      | 2023 | |
| Heart on Fire                                                                      | | Heart on Fire CD Single | 2013 | |
| Heartbroken                                                                        | Andreas Bruhn, Doro Pesch                                                                                          | Forever Warriors / Forever United                                                                                          | 2018 | + Doug Aldrich |
| Heartshaped Tattoo                                                                 | Doro Pesch, Bob DiPiero, Todd Cerney                                                                               | True at Heart | 1991 | |
| Heaven I See                                                                       | Doro Pesch, Gary Scruggs                                                                                           | Warrior Soul | 2006 | |
| Heaven with You                                                                    | Doro Pesch, Jack Ponti, Vic Pepe                                                                                   | Angels Never Die | 1993 | |
| Heavenly Creatures                                                                 | Doro Pesch, Henry Staroste                                                                                         | Conqueress - Forever Strong And Proud                                                                                      | 2023 | |
| Helden                                                                             | David Bowie | Für immer | 2017 | |
| Hellbound                                                                          | Doro Pesch, Frank Rittel, Henry Staroste, Michael Eurich, Peter Szigeti, Rudy Graf                                 | Hellbound | 1985 | & Warlock |
| Hellbound Live 1985                                                                | Doro Pesch, Frank Rittel, Henry Staroste, Michael Eurich, Peter Szigeti, Rudy Graf                                 | Hellbound | 1985 | & Warlock |
| Hellbound Live 1985                                                                | Doro Pesch, Frank Rittel, Henry Staroste, Michael Eurich, Peter Szigeti, Rudy Graf                                 | Doro Pesch and Warlock: Live DVD                                                                                           | 1985 | & Warlock - Camden Palace Theatre, London, 24. September 1985 |
| Hellbound Live 1993                                                                | Doro Pesch, Frank Rittel, Henry Staroste, Michael Eurich, Peter Szigeti, Rudy Graf (Warlock 1985)                  | Live | 1993 | Live, Deutschland, 6.+7. Okt. 1993 „Angels Never Die“-Tournee |
| Hellbound Live 1993                                                                | Doro Pesch, Frank Rittel, Henry Staroste, Michael Eurich, Peter Szigeti, Rudy Graf (Warlock 1985)                  | Live VHS | 1993 | Live, Deutschland, 6.+7. Okt. 1993 „Angels Never Die“-Tournee |
| Hellbound Live 2002                                                                | Doro Pesch, Frank Rittel, Henry Staroste, Michael Eurich, Peter Szigeti, Rudy Graf (Warlock 1985)                  | Für immer DVD | 2002 | Rijeka, Kroatien, Fight Tour 2002 |
| Hellbound Live 2002                                                                | Doro Pesch, Frank Rittel, Henry Staroste, Michael Eurich, Peter Szigeti, Rudy Graf (Warlock 1985)                  | Für immer DVD | 2002 | Wacken Open Air, Bootleg |
| Hellbound Live 2003                                                                | Doro Pesch, Frank Rittel, Henry Staroste, Michael Eurich, Peter Szigeti, Rudy Graf (Warlock 1985)                  | Für immer DVD | 2003 | |
| Hellbound Live 2006                                                                | Doro Pesch, Frank Rittel, Henry Staroste, Michael Eurich, Peter Szigeti, Rudy Graf (Warlock 1985)                  | 20 Years - A Warrior Soul DVD                                                                                              | 2006 | |
| Hellbound Live 2008                                                                | Doro Pesch, Frank Rittel, Henry Staroste, Michael Eurich, Peter Szigeti, Rudy Graf (Warlock 1985)                  | 25 Years in Rock and Still Going Strong DVD                                                                                | 2008 | & Warlock ISS Dome, Düsseldorf, Deutschland, 13. Dezember 2008 |
| Hellbound Live 2009                                                                | Doro Pesch, Frank Rittel, Henry Staroste, Michael Eurich, Peter Szigeti, Rudy Graf (Warlock 1985)                  | 25 Years in Rock and Still Going Strong DVD                                                                                | 2009 | Metal Female Voices Fest 2009 |
| Hellraiser                                                                         | Doro Pesch, Joey Balin, Tommy Henriksen                                                                            | Hellbound | 1985 | & Warlock |
| Hellraiser                                                                         | Doro Pesch, Joey Balin, Tommy Henriksen                                                                            | Force Majeure | 1989 | |
| Hellraiser Live 2003                                                               | Doro Pesch, Joey Balin, Tommy Henriksen                                                                            | Für immer DVD | 2003 | |
| Hellraiser Live 2004                                                               | Doro Pesch, Joey Balin, Tommy Henriksen                                                                            | Classic Diamonds: The DVD                                                                                                  | 2004 | |
| Hellraiser Live 2006                                                               | Doro Pesch, Joey Balin, Tommy Henriksen                                                                            | 20 Years - A Warrior Soul DVD                                                                                              | 2006 | |
| Hellraiser Live 2008                                                               | Doro Pesch, Joey Balin, Tommy Henriksen                                                                            | 25 Years in Rock and Still Going Strong DVD                                                                                | 2008 | ISS Dome, Düsseldorf, Deutschland, 13. Dezember 2008 |
| Hero                                                                               | Doro Pesch, Joey Balin                                                                                             | Raise Your Fist | 2012 | |
| Herzblut                                                                           | Doro Pesch, Andreas Bruhn                                                                                          | Fear No Evil | 2008 | |
| Herzblut Live 2008                                                                 | Doro Pesch, Andreas Bruhn                                                                                          | 25 Years in Rock and Still Going Strong                                                                                    | 2008 | ISS Dome, Düsseldorf, Deutschland, 13. Dezember 2008 |
| Herzblut Live 2008                                                                 | Doro Pesch, Andreas Bruhn                                                                                          | 25 Years in Rock and Still Going Strong DVD                                                                                | 2008 | ISS Dome, Düsseldorf, Deutschland, 13. Dezember 2008 |
| Herzblut Musikvideo                                                                | Doro Pesch, Andreas Bruhn                                                                                          | Fear No Evil | 2008 | |
| Herzblut Single Version                                                            | Doro Pesch, Andreas Bruhn                                                                                          | Herzblut CD Single | 2008 | |
| Hit and Run                                                                        | Kelly Johnson, Kim McAuliffe                                                                                       | Hit and Run: Revisited | 2011 | & Girlschool |
| Hoffnung (Hope)                                                                    | Doro Pesch, Andreas Bruhn, Heike Jäger                                                                             | Fight | 2002 | |
| Holding Me                                                                         | Doro Pesch, Peter Szigeti                                                                                          | Burning the Witches | 1984 | & Warlock |
| Holding Me Live 1985                                                               | Doro Pesch, Peter Szigeti                                                                                          | Doro Pesch and Warlock: Live DVD                                                                                           | 1985 | & Warlock - Camden Palace Theatre, London, 24. September 1985 |
| Homicide Rocker                                                                    | Rudy Graf | Burning the Witches | 1984 | & Warlock |
| Horizon                                                                            | Luke Gasser | Retribution | 2013 | & Luke Gasser |
| Horns Up High                                                                      | Doro Pesch, Andreas Bruhn                                                                                          | Conqueress - Forever Strong And Proud                                                                                      | 2023 | |
| I Adore You                                                                        | Doro Pesch, Gary Scruggs                                                                                           | Calling the Wild | 2000 | |
| I Am What I Am                                                                     | Doro Pesch, Joey Balin, Tommy Henriksen                                                                            | Force Majeure | 1989 | |
| I Am What I Am Live 1993                                                           | Doro Pesch, Joey Balin, Tommy Henriksen                                                                            | Live | 1993 | Live, Deutschland, 6.+7. Okt. 1993 „Angels Never Die“-Tournee |
| I Am What I Am Live 1993                                                           | Doro Pesch, Joey Balin, Tommy Henriksen                                                                            | Live VHS | 1993 | Live, Deutschland, 6.+7. Okt. 1993 „Angels Never Die“-Tournee |
| I Don’t Care                                                                       | Doro Pesch, Chris Lietz, Jürgen Engler                                                                             | Love Me in Black | 1998 | |
| I Had Too Much to Dream                                                            | Annette Tucker, Nancie Mantz (The Electric Prunes 1966)                                                            | Doro | 1990 | |
| I Know You by Heart                                                                | Doro Pesch, Dennis Morgan                                                                                          | True at Heart | 1991 | |
| I Lay My Head upon My Sword                                                        | Doro Pesch | Fear No Evil | 2009 | |
| I Rule the Ruins                                                                   | Doro Pesch, Joey Balin                                                                                             | Triumph and Agony | 1987 | & Warlock |
| I Rule the Ruins                                                                   | Doro Pesch, Joey Balin (Warlock 1987)                                                                              | Hard Times CD Maxi | 1989 | |
| I Rule the Ruins                                                                   | Doro Pesch, Joey Balin (Warlock 1987)                                                                              | Classic Diamonds | 2004 | & The Classic Night Orchestra |
| I Rule the Ruins Live 1993                                                         | Doro Pesch, Joey Balin (Warlock 1987)                                                                              | Live | 1993 | Live, Deutschland, 6.+7. Okt. 1993 „Angels Never Die“-Tournee |
| I Rule the Ruins Live 1993                                                         | Doro Pesch, Joey Balin (Warlock 1987)                                                                              | Live VHS | 1993 | Live, Deutschland, 6.+7. Okt. 1993 „Angels Never Die“-Tournee |
| I Rule the Ruins Live 2002                                                         | Doro Pesch, Joey Balin (Warlock 1987)                                                                              | Für immer DVD | 2002 | Bang Your Head Festival, Balingen, 29. Juni 2002 |
| I Rule the Ruins Live 2003                                                         | Doro Pesch, Joey Balin (Warlock 1987)                                                                              | Für immer DVD | 2003 | |
| I Rule the Ruins Live 2004                                                         | Doro Pesch, Joey Balin (Warlock 1987)                                                                              | Classic Diamonds: The DVD                                                                                                  | 2004 | |
| I Rule the Ruins Live 2006                                                         | Doro Pesch, Joey Balin (Warlock 1987)                                                                              | 20 Years - A Warrior Soul DVD                                                                                              | 2006 | |
| I Rule the Ruins Live 2008                                                         | Doro Pesch, Joey Balin (Warlock 1987)                                                                              | 25 Years in Rock and Still Going Strong                                                                                    | 2008 | ISS Dome, Düsseldorf, Deutschland, 13. Dezember 2008 |
| I Rule the Ruins Live 2008                                                         | Doro Pesch, Joey Balin (Warlock 1987)                                                                              | 25 Years in Rock and Still Going Strong DVD                                                                                | 2008 | ISS Dome, Düsseldorf, Deutschland, 13. Dezember 2008 |
| I Rule the Ruins Live 2010                                                         | Doro Pesch, Joey Balin (Warlock 1987)                                                                              | 25 Years in Rock and Still Going Strong DVD                                                                                | 2010 | 2500th Concert Special, Burg-Wächter Castello Arena, Düsseldorf, 13. März 2010 |
| I Rule the Ruins Live 2009                                                         | Doro Pesch, Joey Balin (Warlock 1987)                                                                              | 25 Years in Rock and Still Going Strong DVD                                                                                | 2009 | Wacken Open Air 2009 |
| I Rule the Ruins Radio-Version                                                     | Doro Pesch, Joey Balin (Warlock 1987)                                                                              | Let Love Rain on Me CD Single                                                                                              | 2004 | & The Classic Night Orchestra |
| I Wanna Live                                                                       | Doro Pesch, Jimmy Harry                                                                                            | Calling the Wild | 2000 | |
| I Want More                                                                        | Doro Pesch | Calling the Wild | 2000 | |
| I Want You Back                                                                    | Doro Pesch, Chris Lietz, Jürgen Engler                                                                             | Love Me in Black | 1998 | |
| I Will Prevail                                                                     | Doro Pesch, Stefan Herkenhoff                                                                                      | Conqueress - Forever Strong And Proud                                                                                      | 2023 | |
| I’ll Be Holding On                                                                 | Hans Zimmer, Will Jennings                                                                                         | Doro | 1990 | |
| I’ll Make It on My Own                                                             | Doro Pesch, Vince Melamed                                                                                          | True at Heart | 1991 | |
| I’m in Love with You                                                               | Doro Pesch, Reinhold Mack                                                                                          | Classic Diamonds | 2004 | & The Classic Night Orchestra |
| Ich will alles                                                                     | Doro Pesch | Calling the Wild | 2000 | |
| Ich will alles Akustik                                                             | Doro Pesch | Calling the Wild | 2000 | |
| Ich will alles Live 2003                                                           | Doro Pesch | Für immer DVD | 2003 | |
| If I Can’t Have You, No One Will                                                   | Doro Pesch, Johan Hegg, Thomas N. Bolan                                                                            | Forever Warriors / Forever United                                                                                          | 2018 | & Johan Hegg |
| Igloo on the Moon (Reckless)                                                       | Henry Staroste, Peter Szigeti                                                                                      | True as Steel | 1986 | & Warlock |
| In Freiheit stirbt mein Herz                                                       | Doro Pesch, Earl Slick, Jack Ponti                                                                                 | Machine II Machine | 1995 | |
| In Freiheit stirbt mein Herz Heart Version                                         | Doro Pesch, Earl Slick, Jack Ponti                                                                                 | In Freiheit stirbt mein Herz CD Single                                                                                     | 1995 | |
| In Freiheit stirbt mein Herz Single-Edit                                           | Doro Pesch, Earl Slick, Jack Ponti                                                                                 | In Freiheit stirbt mein Herz CD Single                                                                                     | 1995 | |
| In Liebe und Freundschaft                                                          | Doro Pesch, Chris Lietz                                                                                            | Warrior Soul | 2005 | |
| Intro (20 Years Anniversary - The Movie) Live 2006                                 | | 20 Years - A Warrior Soul DVD                                                                                              | 2006 | |
| Intro (Warrior Soul - On the Road) Live 2006                                       | | 20 Years - A Warrior Soul DVD                                                                                              | 2006 | |
| Introduction Live 2008                                                             | | 25 Years in Rock and Still Going Strong                                                                                    | 2008 | ISS Dome, Düsseldorf, Deutschland, 13. Dezember 2008 |
| Introduction 25 Years Live 2008                                                    | | 25 Years in Rock and Still Going Strong DVD                                                                                | 2008 | |
| Iron Lady Demo                                                                     | | The Early Years Of Doro Pesch Bootleg                                                                                      | 1983 | & Warlock |
| It Cuts So Deep                                                                    | Doro Pesch, David Bryan                                                                                            | Forever Warriors / Forever United                                                                                          | 2018 | |
| It Kills Me                                                                        | Doro Pesch, Andreas Bruhn                                                                                          | Fear No Evil | 2009 | |
| It Still Hurts                                                                     | Doro Pesch, Andreas Bruhn                                                                                          | Raise Your Fist | 2012 | & Lemmy Kilmister |
| Jede Seele tief                                                                    | Doro Pesch, Henry Staroste, Wesley Plaas                                                                           | Für Immer | 2017 | |
| Killed by Death Live 2011                                                          | Michael Burston, Lemmy Kilmister                                                                                   | The Wörld Is Ours Vol. 1 - Everywhere Further than Everyplace Else                                                         | 2011 | & Motörhead |
| Killed by Death Live 2011                                                          | Michael Burston, Lemmy Kilmister                                                                                   | The Wörld Is Ours Vol. 1 - Everywhere Further than Everyplace Else DVD                                                     | 2011 | & Motörhead |
| Kiss Me Good-Bye                                                                   | Andreas Bruhn | Love Me in Black | 1998 | |
| Kiss Me Like a Cobra                                                               | Doro Pesch, Chris Lietz, Jürgen Engler                                                                             | Calling the Wild | 2000 | |
| Kiss of Death                                                                      | Doro Pesch, Joey Balin, Niko Arvanitis                                                                             | Triumph and Agony | 1987 | & Warlock |
| Kiss of Fire                                                                       | Doro Pesch, Todd Cerney                                                                                            | Love Me In Black CD Single                                                                                                 | 1998 | |
| Lady in a Rock 'n' Roll Hell                                                       | Henry Staroste, Peter Szigeti                                                                                      | True as Steel | 1986 | & Warlock |
| Last Day of My Life                                                                | Doro Pesch, Jack Ponti, Vic Pepe                                                                                   | Angels Never Die | 1993 | |
| Last Day of My Life Single-Edit                                                    | Doro Pesch, Jack Ponti, Vic Pepe                                                                                   | Last Day of My Life CD Single                                                                                              | 1993 | |
| Lean Mean Rock Machine                                                             | Doro Pesch, Andreas Bruhn                                                                                          | Conqueress - Forever Strong And Proud                                                                                      | 2023 | |
| Legends Never Die                                                                  | Adam Mitchell, Gene Simmons, Micki Free (Wendy O. Williams 1984)                                                   | Fight | 2002 | |
| Let Love Rain on Me                                                                | Doro Pesch, Gary Scruggs                                                                                           | Classic Diamonds | 2004 | & The Classic Night Orchestra |
| Let Love Rain on Me Live 2004                                                      | Doro Pesch, Gary Scruggs                                                                                           | Classic Diamonds: The DVD                                                                                                  | 2004 | |
| Let Love Rain on Me Musikvideo                                                     | Doro Pesch, Gary Scruggs                                                                                           | Classic Diamonds: The DVD                                                                                                  | 2004 | & The Classic Night Orchestra |
| Let Love Rain on Me Radio-Version                                                  | Doro Pesch, Gary Scruggs                                                                                           | Let Love Rain on Me CD Single                                                                                              | 2004 | & The Classic Night Orchestra |
| Let’s Rock Forever                                                                 | Doro Pesch, Gary Scruggs                                                                                           | The Doro / Warlock Collection                                                                                              | 1993 | |
| Let’s Rock Forever Live 1993                                                       | Doro Pesch, Gary Scruggs                                                                                           | Live | 1993 | Live, Deutschland, 6.+7. Okt. 1993 „Angels Never Die“-Tournee |
| Let’s Rock Forever Live 1993                                                       | Doro Pesch, Gary Scruggs                                                                                           | Live VHS | 1993 | Live, Deutschland, 6.+7. Okt. 1993 „Angels Never Die“-Tournee |
| Lève Ton Poing Vers Le Ciel Französische Version von „Raise Your Fist In The Air“  | Doro Pesch, Andreas Bruhn                                                                                          | Raise Your Fist | 2012 | |
| Lift Me Up                                                                         | Doro Pesch, Andreas Bruhn                                                                                          | Forever Warriors / Forever United                                                                                          | 2018 | |
| Light in the Window                                                                | Doro Pesch, Danny Tate, Jack Ponti                                                                                 | Machine II Machine | 1995 | |
| Like an Angel                                                                      | Gary Scruggs | Love Me in Black | 1998 | |
| Like Whiskey Straight                                                              | Doro Pesch, Greg Smith, Jack Ponti                                                                                 | Machine II Machine | 1995 | |
| Little Headbanger (Nackenbrecher)                                                  | Doro Pesch, Andreas Bruhn                                                                                          | Raise Your Fist | 2012 | |
| Live It                                                                            | Doro Pesch, Dennis Morgan                                                                                          | True at Heart | 1991 | |
| Living After Midnight                                                              | Glenn Tipton, K. K. Downing, Rob Halford                                                                           | Conqueress - Forever Strong And Proud                                                                                      | 2023 | & Rob Halford |
| Living Life To The Fullest                                                         | Doro Pesch, Andreas Bruhn                                                                                          | Forever Warriors / Forever United                                                                                          | 2018 | |
| Llueva en Mi Tu Amor (Spanische Version von Let Love Rain on Me)                   | Doro Pesch, Gary Scruggs                                                                                           | Let Love Rain on Me CD Single                                                                                              | 2004 | & The Classic Night Orchestra |
| Lonely Wolf                                                                        | Doro Pesch, Gary Scruggs                                                                                           | Warrior Soul | 2005 | Japan Edition |
| Long Lost for Love                                                                 | Doro Pesch, Joe Taylor                                                                                             | Fear No Evil | 2009 | |
| Long Way Home                                                                      | Doro Pesch, René Maué                                                                                              | Love Me in Black | 1998 | |
| Long Way Home Album Version                                                        | Doro Pesch, René Maué                                                                                              | Long Way Home CD Single | 1998 | |
| Long Way Home Radio Edit                                                           | Doro Pesch, René Maué                                                                                              | Long Way Home CD Single | 1998 | |
| Lord Of Thunder Demo                                                               | | The Early Years Of Doro Pesch Bootleg                                                                                      | 1981 | & Beast |
| Lost In The Ozone                                                                  | Ian Fraser Kilmister, Philip Anthony Campbell, Michael Richard Burston, Micael Kiriakos Delaeglou (Motörhead 1993) | Forever Warriors / Forever United                                                                                          | 2018 | |
| Love Breaks Chains                                                                 | Doro Pesch, Andreas Bruhn                                                                                          | Conqueress - Forever Strong And Proud                                                                                      | 2023 | |
| Love In A Danger Zone Live 1986                                                    | | Fight For Rock Bootleg | 1986 | & Warlock |
| Love in the Danger Zone                                                            | Henry Staroste, Peter Szigeti                                                                                      | True as Steel | 1986 | & Warlock |
| Love Is A Sin                                                                      | Doro Pesch, Andreas Bruhn                                                                                          | Forever Warriors / Forever United                                                                                          | 2018 | |
| Love Is The Thrill                                                                 | Doro Pesch, Greg Smith, Jack Ponti                                                                                 | Machine II Machine | 1995 | |
| Love Me Forever                                                                    | Lemmy Kilmister, Michael Burston, Phil Campbell, Phil Taylor (Motörhead 1991)                                      | Calling the Wild | 2000 | & Lemmy Kilmister |
| Love Me Forever Live 2006                                                          | Lemmy Kilmister, Michael Burston, Phil Campbell, Phil Taylor (Motörhead 1991)                                      | 20 Years - A Warrior Soul DVD                                                                                              | 2006 | |
| Love Me in Black                                                                   | Doro Pesch, Jimmy Harry                                                                                            | Love Me in Black | 1998 | |
| Love Me in Black                                                                   | Doro Pesch, Jimmy Harry                                                                                            | Classic Diamonds | 2004 | & The Classic Night Orchestra |
| Love Me in Black Album Version                                                     | Doro Pesch, Jimmy Harry                                                                                            | Love Me in Black | 1998 | |
| Love Me in Black Electric Radio Edit                                               | Doro Pesch, Jimmy Harry                                                                                            | Love Me In Black CD Single                                                                                                 | 1998 | |
| Love Me in Black Live 2003                                                         | Doro Pesch, Jimmy Harry                                                                                            | Für immer DVD | 2003 | |
| Love Me in Black Live 2006                                                         | Doro Pesch, Jimmy Harry                                                                                            | 20 Years - A Warrior Soul DVD                                                                                              | 2006 | |
| Love Me in Black Live 2008                                                         | Doro Pesch, Jimmy Harry                                                                                            | 25 Years in Rock and Still Going Strong DVD                                                                                | 2008 | & Rheinfire Cheerleaders ISS Dome, Düsseldorf, Deutschland, 13. Dezember 2008 |
| Love Me in Black Musikvideo                                                        | Doro Pesch, Jimmy Harry                                                                                            | Für immer DVD | 1998 | |
| Love Me in Black Radio Edit                                                        | Doro Pesch, Jimmy Harry                                                                                            | Love Me in Black CD Single                                                                                                 | 1998 | |
| Love Me Like A Reptile                                                             | David Ellefson, Thom Hazaert                                                                                       | No Cover | 2020 | & Ellefson, Greg Handevidt, Chuck Behler |
| Love Song                                                                          | Doro Pesch, Henry Staroste, René Maué                                                                              | True as Steel | 1986 | & Warlock |
| Love’s Gone to Hell Demo Version                                                   | Doro Pesch, Andreas Bruhn                                                                                          | Love’s Gone to Hell CD Single                                                                                              | 2016 | |
| Love’s Gone to Hell Radio-Version                                                  | Doro Pesch, Andreas Bruhn                                                                                          | Love’s Gone to Hell CD Single                                                                                              | 2016 | |
| Love’s Gone to Hell Single Version                                                 | Doro Pesch, Andreas Bruhn                                                                                          | Love’s Gone to Hell CD Single                                                                                              | 2016 | |
| Love’s Gone to Hell                                                                | Doro Pesch, Andreas Bruhn                                                                                          | Forever Warriors / Forever United                                                                                          | 2018 | |
| Machine II Machine                                                                 | Doro Pesch, Greg Smith, Jack Ponti                                                                                 | Machine II Machine | 1995 | |
| Machine II Machine Big Phat mix                                                    | Doro Pesch, Greg Smith, Jack Ponti                                                                                 | Machine II Machine: Electric Club Mixes                                                                                    | 1995 | |
| Machine II Machine Electric mix                                                    | Doro Pesch, Greg Smith, Jack Ponti                                                                                 | Machine II Machine: Electric Club Mixes                                                                                    | 1995 | |
| Magic Power Demo                                                                   | | The Early Years Of Doro Pesch Bootleg                                                                                      | 1981 | & Beast |
| Make Time for Love                                                                 | Doro Pesch, Joey Balin                                                                                             | Triumph and Agony | 1987 | & Warlock |
| Man on the Silver Mountain                                                         | Rainbow | Rarezas | 2001 | & Mägo de Oz |
| Man on the Silver Mountain Live 2003                                               | Rainbow | Für immer DVD | 2003 | & Mägo de Oz, Valencia, Spanien |
| Merry Metal Xmas                                                                   | | Merry Metal Xmas CD Single                                                                                                 | 2011 | & Onkel Tom Angelripper |
| Merry Metal Xmas Fünf Bierchen später Mix                                          | | Merry Metal Xmas CD Single                                                                                                 | 2011 | & Onkel Tom Angelripper |
| Metal Is My Alcohol                                                                | Doro Pesch, Andreas Bruhn                                                                                          | Forever Warriors / Forever United                                                                                          | 2018 | |
| Metal Racer                                                                        | Rudy Graf | Burning the Witches | 1984 | & Warlock |
| Metal Racer Live 1985                                                              | Rudy Graf | Doro Pesch and Warlock: Live DVD                                                                                           | 1985 | & Warlock - Camden Palace Theatre, London, 24. September 1985 |
| Metal Racer Live 2006                                                              | Rudy Graf | 20 Years - A Warrior Soul DVD                                                                                              | 2006 | |
| Metal Tango                                                                        | Doro Pesch, Joey Balin, Niko Arvanitis                                                                             | Triumph and Agony | 1987 | & Warlock |
| Metal Tango                                                                        | Doro Pesch, Joey Balin, Niko Arvanitis (Warlock 1987)                                                              | Classic Diamonds | 2004 | & The Classic Night Orchestra |
| Metal Tango Live 1993                                                              | Doro Pesch, Joey Balin, Niko Arvanitis (Warlock 1987)                                                              | Live | 1993 | Live, Deutschland, 6.+7. Okt. 1993 „Angels Never Die“-Tournee |
| Metal Tango Live 1993                                                              | Doro Pesch, Joey Balin, Niko Arvanitis (Warlock 1987)                                                              | Live VHS | 1993 | Live, Deutschland, 6.+7. Okt. 1993 „Angels Never Die“-Tournee |
| Metal Tango Live 2003                                                              | Doro Pesch, Joey Balin, Niko Arvanitis (Warlock 1987)                                                              | Für immer DVD | 2003 | |
| Metal Tango Live 2004                                                              | Doro Pesch, Joey Balin, Niko Arvanitis (Warlock 1987)                                                              | Classic Diamonds: The DVD                                                                                                  | 2004 | |
| Metal Tango Live 2006                                                              | Doro Pesch, Joey Balin, Niko Arvanitis (Warlock 1987)                                                              | 20 Years - A Warrior Soul DVD                                                                                              | 2006 | |
| Metal Tango Live 2008                                                              | Doro Pesch, Joey Balin, Niko Arvanitis (Warlock 1987)                                                              | 25 Years in Rock and Still Going Strong DVD                                                                                | 2008 | ISS Dome, Düsseldorf, Deutschland, 13. Dezember 2008 |
| Midnite in China                                                                   | Henry Staroste, Niko Arvanitis                                                                                     | True as Steel | 1986 | & Warlock |
| Mirage                                                                             | Gene Simmons | Doro | 1990 | |
| Mission of Mercy                                                                   | Doro Pesch, Joey Balin                                                                                             | Force Majeure | 1989 | |
| Mr. Gold                                                                           | Frank Rittel, Henry Staroste                                                                                       | True as Steel | 1986 | & Warlock |
| My Majesty                                                                         | Doro Pesch, Klaus Vanscheidt, Torsten Sickert                                                                      | Warrior Soul | 2006 | |
| My Majesty Live 2006                                                               | Doro Pesch, Klaus Vanscheidt, Torsten Sickert                                                                      | Warrior Soul | 2006 | |
| Nein Mann                                                                          | Niels Reinhard, Tim Daniel Hoffmann                                                                                | Killeralbum | 2011 | & J.B.O. |
| Never Get Out of This World Alive                                                  | Doro Pesch, Gary Scruggs                                                                                           | For Love and Friendship CD Single                                                                                          | 2005 | |
| Nichts bleibt mehr                                                                 | Saltatio Mortis 2007                                                                                               | Zirkus Zeitgeist | 2015 | & Saltatio Mortis |
| Nothing Else Matters                                                               | James Hetfield, Lars Ulrich (Metallica 1991)                                                                       | Raise Your Fist | 2012 | |
| Now or Never (Hope in the Darkest Hour)                                            | Doro Pesch, Andreas Bruhn                                                                                          | Calling the Wild | 2000 | |
| Nutbush City Limits                                                                | Tina Turner (Ike & Tina Turner)                                                                                    | Raise Your Fist | 2012 | |
| O' Christmas Tree                                                                  | Ernst Anschütz | We Wish You A Metal Xmas And A Headbanging New Year                                                                        | 2008 | & Michael Schenker, Tony Franklin, Frankie Banali |
| NYC Blues Demo                                                                     | Doro Pesch | Raise Your Fist | 2012 | |
| On My Own                                                                          | Luke Gasser, Marc Storace                                                                                          | All We Are - The Fight CD Single                                                                                           | 2007 | & Marc Storace, Luke Gasser |
| On My Own Live 2010                                                                | Luke Gasser, Marc Storace                                                                                          | 25 Years in Rock and Still Going Strong DVD                                                                                | 2010 | & Marc Storace, Luke Gasser, 2500th Concert Special, Burg-Wächter Castello Arena, Düsseldorf, 13. März 2010 |
| On My Own Musikvideo                                                               | Luke Gasser, Marc Storace                                                                                          | All We Are - The Fight CD Single                                                                                           | 2007 | & Marc Storace, Luke Gasser |
| On the Run                                                                         | Doro Pesch, Chris Lietz                                                                                            | Fear No Evil | 2009 | |
| Once We Were Kings                                                                 | Elena Schirenc, Martin Schirenc                                                                                    | Opus Magnum | 2008 | & Hollenthon |
| Only You                                                                           | Gene Simmons (Kiss 1981)                                                                                           | Doro | 1990 | |
| Only You Live 1993                                                                 | Gene Simmons (Kiss 1981)                                                                                           | Live | 1993 | Live, Deutschland, 6.+7. Okt. 1993 „Angels Never Die“-Tournee |
| Only You Live 1993                                                                 | Gene Simmons (Kiss 1981)                                                                                           | Live VHS | 1993 | Live, Deutschland, 6.+7. Okt. 1993 „Angels Never Die“-Tournee |
| Out of Control                                                                     | Doro Pesch, Frank Rittel, Henry Staroste, Michael Eurich, Peter Szigeti, Ralf Scheepers, René Maué, Rudy Graf      | Hellbound | 1985 | & Warlock |
| Out of Control Live 1985                                                           | Doro Pesch, Frank Rittel, Henry Staroste, Michael Eurich, Peter Szigeti, Ralf Scheepers, René Maué, Rudy Graf      | Doro Pesch and Warlock: Live DVD                                                                                           | 1985 | & Warlock - Camden Palace Theatre, London, 24. September 1985 |
| Out of Control Live 2006                                                           | Doro Pesch, Frank Rittel, Henry Staroste, Michael Eurich, Peter Szigeti, Ralf Scheepers, René Maué, Rudy Graf      | 20 Years - A Warrior Soul DVD                                                                                              | 2006 | |
| Outroduction Live 2008                                                             | | 25 Years in Rock and Still Going Strong DVD                                                                                | 2008 | |
| Pain                                                                               | Doro Pesch, Chris Lietz, Jürgen Engler                                                                             | Love Me in Black | 1998 | |
| Pluie d’Amour (Französische Version von Let Love Rain on Me)                       | Doro Pesch, Gary Scruggs                                                                                           | Let Love Rain on Me CD Single                                                                                              | 2004 | & The Classic Night Orchestra |
| Poison Arrow                                                                       | Doro Pesch, Chris Lietz, Jürgen Engler                                                                             | Love Me in Black | 1998 | |
| Prisoner of Love                                                                   | Doro Pesch, Jimmy Harry                                                                                            | Love Me in Black | 1998 | |
| Prisoner of Love Album Version                                                     | Doro Pesch, Jimmy Harry                                                                                            | Long Way Home CD Single | 1998 | |
| Raise Your Fist in the Air                                                         | Doro Pesch, Andreas Bruhn                                                                                          | Raise Your Fist | 2012 | |
| Raise Your Fist in the Air Französische Version                                    | Doro Pesch, Andreas Bruhn                                                                                          | Raise Your Fist | 2012 | |
| Raise Your Fist in the Air Musikvideo                                              | Doro Pesch, Andreas Bruhn                                                                                          | Raise Your Fist | 2012 | |
| Rare Diamond                                                                       | Doro Pesch, John Leonardo Lepore                                                                                   | Doro | 1990 | |
| Rare Diamond Akustik                                                               | Doro Pesch, Joey Balin (Warlock 1987)                                                                              | Under My Skin (A Fine Selection of Doro Classics)                                                                          | 2004 | |
| Rare Diamond Live 1991                                                             | Doro Pesch, John Leonardo Lepore                                                                                   | Rare Diamonds | 1991 | Recorded at the Lamour, New York |
| Rare Diamond Live 1991                                                             | Doro Pesch, John Leonardo Lepore                                                                                   | Rare Diamonds VHS | 1991 | Recorded at the Lamour, New York |
| Rare Diamond Live 1993                                                             | Doro Pesch, John Leonardo Lepore                                                                                   | Enough For You CD Single                                                                                                   | 1993 | |
| Renegade To Evil Demo                                                              | | The Early Years Of Doro Pesch Bootleg                                                                                      | 1981 | & Beast |
| Rescue Me                                                                          | Doro Pesch, Jean Beauvoir                                                                                          | Celebrate (The Night of the Warlock) CD Single                                                                             | 2008 | |
| Rescue Me Single Version                                                           | Doro Pesch, Jean Beauvoir                                                                                          | Celebrate (The Night of the Warlock) CD Single                                                                             | 2008 | |
| Resistance                                                                         | Doro Pesch, Andreas Bruhn                                                                                          | Forever Warriors / Forever United                                                                                          | 2018 | |
| Revenge                                                                            | Doro Pesch, Bas Maas                                                                                               | Raise Your Fist | 2012 | |
| Rip Me Apart                                                                       | Doro Pesch, Andreas Bruhn                                                                                          | Calling the Wild | 2000 | |
| Rise                                                                               | Doro Pesch, Andreas Bruhn                                                                                          | Conqueress - Forever Strong And Proud                                                                                      | 2023 | |
| River of Tears                                                                     | Doro Pesch, Joey Balin, Tommy Henriksen                                                                            | Force Majeure | 1989 | |
| Rock Angel                                                                         | Doro Pesch, Carol Chase                                                                                            | Last Day Of My Life CD Single                                                                                              | 1993 | |
| Rock Before We Bleed                                                               | Doro Pesch, Chris Lietz                                                                                            | Fight | 2002 | |
| Rock Before We Bleed Live 2003                                                     | Doro Pesch, Chris Lietz                                                                                            | Für immer DVD | 2003 | |
| Rock N Roll                                                                        | Motörhead | Rock N Roll CD Single | 2011 | & Sister Sin |
| Rock On                                                                            | Gene Simmons, Jaime St. James, Tommy Thayer (Black ’n Blue 1988)                                                   | Doro | 1990 | |
| Rock Till Death                                                                    | Doro Pesch, Filip Sembera, Lucie Roubickova                                                                        | Raise Your Fist | 2012 | |
| Rock Till Death Live 2016                                                          | Doro Pesch, Filip Sembera, Lucie Roubickova                                                                        | Love’s Gone to Hell CD Single                                                                                              | 2016 | |
| Rock You Like a Hurricane Live 2008                                                | Klaus Meine, Herman Rarebell, Rudolf Schenker (Scorpions 1984)                                                     | 25 Years in Rock and Still Going Strong DVD                                                                                | 2008 | & Klaus Meine, Rudolf Schenker ISS Dome, Düsseldorf, Deutschland, 13. Dezember 2008 |
| Running from the Devil                                                             | Doro Pesch, Andreas Bruhn                                                                                          | Fear No Evil | 2009 | |
| Running with the Devil Live 2010                                                   | | 25 Years in Rock and Still Going Strong DVD                                                                                | 2010 | Bang Your Head Festival, Messegelände Balingen, 16. Juli 2010 |
| Salomé                                                                             | Saltatio Mortis | Wer Wind sæt | 2009 | & Saltatio Mortis |
| Salomé                                                                             | Saltatio Mortis | 10 Jahre wild und frei DVD                                                                                                 | 2009 | & Saltatio Mortis |
| Salvaje (Untouchable)                                                              | Doro Pesch, Jean Beauvoir, Puri                                                                                    | Fight | 2002 | |
| Satisfied You Demo                                                                 | | The Early Years Of Doro Pesch Bootleg                                                                                      | 1981 | & Beast |
| Save My Soul                                                                       | Doro Pesch, Joey Balin                                                                                             | Force Majeure | 1989 | |
| Save My Soul Live 2003                                                             | Doro Pesch, Joey Balin                                                                                             | Für immer DVD | 2003 | |
| Save My Soul Live 2016                                                             | Doro Pesch, Joey Balin                                                                                             | Love’s Gone to Hell CD Single                                                                                              | 2016 | |
| Scarred                                                                            | Doro Pesch, Jimmy Harry                                                                                            | Calling the Wild | 2000 | |
| Sealed in Blood (Human Rights)                                                     | Doro Pesch, Andreas Bruhn                                                                                          | Raise Your Fist | 2012 | |
| Seelied                                                                            | Doro Pesch | Für immer | 2017 | |
| Share My Fate                                                                      | Doro Pesch, Torsten Sickert                                                                                        | Herzblut CD Single | 2008 | |
| She’s Like Thunder Re-Recorded                                                     | Doro Pesch, Chris Lietz, Nick Douglas                                                                              | We’re like Thunder CD Single                                                                                               | 2005 | |
| She’s Like Thunder                                                                 | Doro Pesch, Chris Lietz, Nick Douglas                                                                              | We’re like Thunder CD Single                                                                                               | 2004 | & Regina Halmich |
| She’s Like Thunder                                                                 | Doro Pesch, Chris Lietz, Nick Douglas                                                                              | Classic Diamonds | 2004 | & The Classic Night Orchestra |
| She’s Like Thunder Classic Diamonds Mix                                            | Doro Pesch, Chris Lietz, Nick Douglas                                                                              | We’re like Thunder CD Single                                                                                               | 2004 | |
| She’s Like Thunder Live 2004                                                       | Doro Pesch, Chris Lietz, Nick Douglas                                                                              | Classic Diamonds: The DVD                                                                                                  | 2004 | |
| She’s Like Thunder Live 2008                                                       | Doro Pesch, Chris Lietz, Nick Douglas                                                                              | 25 Years in Rock and Still Going Strong DVD                                                                                | 2008 | ISS Dome, Düsseldorf, Deutschland, 13. Dezember 2008 |
| She’s Like Thunder Official Hymn                                                   | Doro Pesch, Chris Lietz, Nick Douglas                                                                              | We’re like Thunder CD Single                                                                                               | 2004 | |
| She’s Like Thunder Original Fight Hymn                                             | Doro Pesch, Chris Lietz, Nick Douglas                                                                              | Anthems for the Champion – The Queen CD Single                                                                             | 2004 | |
| Shed No Tears                                                                      | Doro Pesch, Jean Beauvoir                                                                                          | Karma | 2002 | & Crown of Thorns |
| Sheer Heart Attack                                                                 | Roger Taylor | No Cover | 2020 | & Ellefson, Bumblefoot, Charlie Benante |
| Shine On                                                                           | Doro Pesch, Joe Taylor                                                                                             | Warrior Soul | 2006 | |
| Shout It Out                                                                       | Doro Pesch, Frank Rittel, Henry Staroste, Michael Eurich, Peter Szigeti, Rudy Graf                                 | Hellbound | 1985 | & Warlock |
| Shout It Out Live 1985                                                             | Doro Pesch, Frank Rittel, Henry Staroste, Michael Eurich, Peter Szigeti, Rudy Graf                                 | Doro Pesch and Warlock: Live DVD                                                                                           | 1985 | & Warlock - Camden Palace Theatre, London, 24. September 1985 |
| Sign of Satan                                                                      | Rudy Graf | Burning the Witches | 1984 | & Warlock |
| Sister Darkness                                                                    | Doro Pesch, Jean Beauvoir, Joe Taylor, Johnny Dee, Nick Douglas                                                    | Fight | 2002 | |
| So Alone Together                                                                  | Doro Pesch, Gary Scruggs                                                                                           | Angels Never Die | 1993 | |
| So Alone Together Live 1993                                                        | Doro Pesch, Gary Scruggs                                                                                           | Live | 1993 | Live, Deutschland, 6.+7. Okt. 1993 „Angels Never Die“-Tournee |
| So Alone Together Live 1993                                                        | Doro Pesch, Gary Scruggs                                                                                           | Live VHS | 1993 | Live, Deutschland, 6.+7. Okt. 1993 „Angels Never Die“-Tournee |
| Soldier Of Metal                                                                   | Doro Pesch, Andreas Bruhn                                                                                          | Forever Warriors / Forever United                                                                                          | 2018 | |
| Something Wicked This Way Comes                                                    | Gene Simmons | Triumph and Agony | 1987 | & Warlock |
| Something Wicked This Way Comes                                                    | Gene Simmons | Doro | 1990 | |
| Song for Me Akustik                                                                | Gary Scruggs | Fight | 2002 | |
| Speed of Sound                                                                     | Henry Staroste, Niko Arvanitis                                                                                     | True as Steel | 1986 | & Warlock |
| Strangers Yesterday                                                                | Doro Pesch, Joe Taylor                                                                                             | Warrior Soul | 2006 | |
| Strangers Yesterday                                                                | Doro Pesch, Joe Taylor                                                                                             | Under My Skin (A Fine Selection of Doro Classics)                                                                          | 2006 | & The Classic Night Orchestra |
| Strangers Yesterday Live 2006                                                      | Doro Pesch, Joe Taylor                                                                                             | 20 Years - A Warrior Soul DVD                                                                                              | 2006 | |
| Strong and Proud                                                                   | Doro Pesch, Nick Douglas                                                                                           | Raise Your Fist | 2012 | |
| Stronghold of Angels                                                               | Liv Kristine Espenæs Krull, Alexander Krull, Thorsten Bauer                                                        | Vervain | 2014 | & Liv Kristine |
| T.O.L. Instrumental                                                                | Henry Staroste, Peter Szigeti                                                                                      | True as Steel | 1986 | & Warlock |
| Take No Prisoner                                                                   | Doro Pesch, Dennis Krüger                                                                                          | Raise Your Fist | 2012 | |
| Taste of Taboo                                                                     | Jürgen Engler | Paradise Now | 1997 | & Die Krupps |
| Tausend Mal Gelebt                                                                 | Doro Pesch, Gary Scruggs                                                                                           | Love Me in Black | 1998 | |
| Tausend Mal Gelebt                                                                 | Doro Pesch, Gary Scruggs                                                                                           | Classic Diamonds | 2004 | & The Classic Night Orchestra |
| Tausend Mal Gelebt Live 1998                                                       | Doro Pesch, Gary Scruggs                                                                                           | Für immer DVD | 1998 | Frankfurt Sound Depot, Frankfurt, 4. Juli 1998 |
| Tausend Mal Gelebt Live 2004                                                       | Doro Pesch, Gary Scruggs                                                                                           | Classic Diamonds: The DVD                                                                                                  | 2004 | |
| Tausend Mal Gelebt Live 2006                                                       | Doro Pesch, Gary Scruggs                                                                                           | 20 Years - A Warrior Soul DVD                                                                                              | 2006 | |
| Te Doy Mi Corazón Spanische Version von „Herzblut“                                 | Doro Pesch, Andreas Bruhn                                                                                          | Herzblut CD Single | 2008 | |
| Terrorvision                                                                       | Doro Pesch, Jimmy Harry                                                                                            | Love Me in Black | 1998 | |
| Terrorvision Desert Storm mix                                                      | Doro Pesch, Jimmy Harry                                                                                            | Love Me in Black CD Single                                                                                                 | 1998 | |
| The Alliance of Hellhoundz                                                         | Michael Sifringer, Marcel Schirmer                                                                                 | Inventor of Evil | 2005 | & Destruction |
| The Ballad of Mary (Queen of Scots)                                                | Chris Boltendahl, Thomas Goettlich, Uwe Walter Lulis                                                               | Ballad of Mary CD Single                                                                                                   | 2010 | & Grave Digger |
| The Ballad of Mary (Queen of Scots) Akustik                                        | Chris Boltendahl, Thomas Goettlich, Uwe Walter Lulis                                                               | Ballad of Mary CD Single                                                                                                   | 2010 | & Grave Digger |
| The Ballad of Mary (Queen of Scots) Live 2011                                      | Chris Boltendahl, Thomas Goettlich, Uwe Walter Lulis                                                               | The Clans Are Still Marching                                                                                               | 2011 | & Grave Digger |
| The Ballad of Mary (Queen of Scots) Live 2011                                      | Chris Boltendahl, Thomas Goettlich, Uwe Walter Lulis                                                               | The Clans Are Still Marching DVD                                                                                           | 2011 | & Grave Digger |
| The Final                                                                          | Oliver Palotai, Torsten Sickert                                                                                    | Classic Diamonds | 2004 | & The Classic Night Orchestra |
| The Fortuneteller                                                                  | Doro Pesch, Gary Scruggs                                                                                           | True at Heart | 1991 | |
| The Fortuneteller Live 1993                                                        | Doro Pesch, Gary Scruggs                                                                                           | Enough For You CD Single                                                                                                   | 1993 | Live, Deutschland, 6.+7. Okt. 1993 „Angels Never Die“-Tournee |
| The Fortuneteller Live 1993                                                        | Doro Pesch, Gary Scruggs                                                                                           | Live VHS | 1993 | Live, Deutschland, 6.+7. Okt. 1993 „Angels Never Die“-Tournee |
| The Four Horsemen                                                                  | Dave Mustaine, James Hetfield, Lars Ulrich                                                                         | Conqueress - Forever Strong And Proud https://www.discogs.com/de/release/28709659-Doro-Conqueress-Forever-Strong-And-Proud | 2023 | |
| The Last Goodbye                                                                   | Nick Douglas, Savalas                                                                                              | Classic Diamonds | 2004 | & The Classic Night Orchestra |
| The Metal Ladyboy                                                                  | Andi Gutjahr, Andreas Geremia, Frank Thorwarth, Olaf Zissel                                                        | A Girl Called Cerveza | 2012 | & Tankard |
|                                                                                    | | You Hurt My Soul Bootleg                                                                                                   | 1982 | |
| The Next Could Be You Demo                                                         | | The Early Years Of Doro Pesch Bootleg                                                                                      | 1981 | & Beast |
| The Night of the Warlock                                                           | Doro Pesch, Chris Lietz                                                                                            | Fear No Evil | 2008 | |
| The Night of the Warlock Live 2008                                                 | Doro Pesch, Chris Lietz                                                                                            | 25 Years in Rock and Still Going Strong DVD                                                                                | 2008 | ISS Dome, Düsseldorf, Deutschland, 13. Dezember 2008 |
| The Night of the Warlock Non Album Version                                         | Doro Pesch, Chris Lietz                                                                                            | Celebrate (The Night of the Warlock) CD Single                                                                             | 2008 | |
| The Queen                                                                          | Doro Pesch, Chris Lietz                                                                                            | Anthems for the Champion – The Queen CD Single                                                                             | 2007 | |
| The Queen Acoustic Radio Mix                                                       | Doro Pesch, Chris Lietz                                                                                            | Anthems for the Champion – The Queen CD Single                                                                             | 2007 | |
| The Seer                                                                           | Alexander Komlew                                                                                                   | My Winter Storm | 2008 | & Tarja Turunen, USA Edition |
| The Want                                                                           | Doro Pesch, Andres Levin, Camus Celli, Jack Ponti                                                                  | Machine II Machine | 1995 | |
| The Want 5 A.M. mix                                                                | Doro Pesch, Andres Levin, Camus Celli, Jack Ponti                                                                  | Machine II Machine: Electric Club Mixes                                                                                    | 1995 | |
| The Want Give It Up mix                                                            | Doro Pesch, Andres Levin, Camus Celli, Jack Ponti                                                                  | Machine II Machine: Electric Club Mixes                                                                                    | 1995 | |
| The Want Single-Edit                                                               | Doro Pesch, Andres Levin, Camus Celli, Jack Ponti                                                                  | Machine II Machine: Electric Club Mixes                                                                                    | 1995 | |
| Three Minute Warning                                                               | Doro Pesch, Joey Balin                                                                                             | Triumph and Agony | 1987 | & Warlock |
| Thunderspell                                                                       | Doro Pesch, Chris Lietz                                                                                            | Warrior Soul | 2006 | |
| Tie Me Up                                                                          | Doro Pesch, Greg Smith, Jack Ponti                                                                                 | Machine II Machine | 1995 | |
| Tie Me Up Hard & Fast Mix                                                          | Doro Pesch, Greg Smith, Jack Ponti                                                                                 | Machine II Machine: Electric Club Mixes                                                                                    | 1995 | |
| Tief in meinem Herzen – Borussia Dortmund                                          | | Tief In Meinem Herzen – Borussia Dortmund CD Single                                                                        | 2006 | |
| Time For Justice                                                                   | Doro Pesch, Andreas Bruhn                                                                                          | Conqueress - Forever Strong And Proud                                                                                      | 2023 | |
| Time to Die                                                                        | Doro Pesch, Frank Rittel, Henry Staroste, Michael Eurich, Peter Szigeti, Rudy Graf                                 | Hellbound | 1985 | & Warlock |
| Time to Die Live 1985                                                              | Rudy Graf, Henry Staroste, Doro Pesch, Frank Rittel, Peter Szigeti, Michael Eurich                                 | Für immer DVD | 1985 | & Warlock - Bochum, Zeche, 03.06.1985 |
| Time to Die Live 1985                                                              | Rudy Graf, Henry Staroste, Doro Pesch, Frank Rittel, Peter Szigeti, Michael Eurich                                 | Doro Pesch and Warlock: Live DVD                                                                                           | 1985 | & Warlock - Camden Palace Theatre, London, 24. September 1985 |
| Too Drunk to Fuck                                                                  | Dead-Kennedys | Wacken Metal Overdrive DVD                                                                                                 | 2001 | & Holy Moses |
| Total Eclipse Of The Heart                                                         | Jim Steinman | Conqueress - Forever Strong And Proud                                                                                      | 2023 | & Rob Halford |
| Touch of Evil                                                                      | Doro Pesch, Joey Balin                                                                                             | Triumph and Agony | 1987 | & Warlock |
| Touch of Evil Live 2004                                                            | Doro Pesch, Joey Balin (Warlock 1987)                                                                              | Classic Diamonds: The DVD                                                                                                  | 2004 | |
| Touch Too Much                                                                     | | Wildstyle & Tattoo Music - The Ultimate Tattoo Sound Pt.1                                                                  | 2014 | |
| Toujours pour Gagner (Französische Version von Always Live to Win)                 | Doro Pesch, Chris Lietz                                                                                            | Fight | 2002 | |
| Tra como e coriovallum                                                             | Bas Maas, Luca Princiotta                                                                                          | Forever Warriors / Forever United                                                                                          | 2018 | |
| Track 9 Live 1986                                                                  | | Live Paris, October 20, 1986 Bootleg                                                                                       | 1986 | & Warlock - Paris, 20.10.1986 |
| True as Steel                                                                      | Henry Staroste, Niko Arvanitis                                                                                     | True as Steel | 1986 | & Warlock |
| True as Steel Live 2003                                                            | Henry Staroste, Niko Arvanitis                                                                                     | Für immer DVD | 2003 | |
| True as Steel Live 2006                                                            | Henry Staroste, Niko Arvanitis                                                                                     | 20 Years - A Warrior Soul DVD                                                                                              | 2006 | |
| True as Steel Live 2008                                                            | Henry Staroste, Niko Arvanitis                                                                                     | 25 Years in Rock and Still Going Strong DVD                                                                                | 2008 | & Warlock, Warrel Dane ISS Dome, Düsseldorf, Deutschland, 13. Dezember 2008 |
| True as Steel Live 2009                                                            | Henry Staroste, Niko Arvanitis                                                                                     | 25 Years in Rock and Still Going Strong DVD                                                                                | 2009 | Metal Female Voices Fest 2009 |
| True Metal Maniacs                                                                 | Doro Pesch, Andreas Bruhn                                                                                          | Conqueress - Forever Strong And Proud                                                                                      | 2023 | |
| Turn It On                                                                         | Doro Pesch, Frank Rittel, Henry Staroste                                                                           | Hellbound | 1985 | & Warlock |
| Turn It Up                                                                         | Doro Pesch, Joey Balin, Thomas N. Bolan                                                                            | Forever Warriors / Forever United                                                                                          | 2018 | |
| Twilight City Demo                                                                 | | The Early Years Of Doro Pesch Bootleg                                                                                      | 1981 | & Beast |
| Under the Gun                                                                      | Doro Pesch, Joey Balin, Jon Levin, Tommy Henriksen                                                                 | Triumph and Agony | 1987 | & Warlock |
| Under the Gun                                                                      | Doro Pesch, Joey Balin, Jon Levin, Tommy Henriksen                                                                 | Force Majeure | 1989 | |
| Undying                                                                            | Doro Pesch, Gary Scruggs                                                                                           | Fight | 2002 | |
| Undying                                                                            | Doro Pesch, Gary Scruggs                                                                                           | Classic Diamonds | 2004 | & The Classic Night Orchestra |
| Undying Live 2003                                                                  | Doro Pesch, Gary Scruggs                                                                                           | Für immer DVD | 2003 | |
| Ungebrochen                                                                        | Doro Pesch, Chris Lietz                                                                                            | Warrior Soul | 2006 | |
| Unholy Love                                                                        | Adam Mitchell, Phil Brown                                                                                          | Doro | 1990 | |
| Unholy Love Live 2004 Video                                                        | Adam Mitchell, Phil Brown                                                                                          | Let Love Rain on Me CD Single                                                                                              | 2004 | |
| Unholy Love Live 2006                                                              | Adam Mitchell, Phil Brown                                                                                          | 20 Years - A Warrior Soul DVD                                                                                              | 2006 | |
| Unholy Love Live 2008                                                              | Adam Mitchell, Phil Brown                                                                                          | 25 Years in Rock and Still Going Strong                                                                                    | 2008 | & Honza Kirk Behunek ISS Dome, Düsseldorf, Deutschland, 13. Dezember 2008 |
| Unholy Love Live 2008                                                              | Adam Mitchell, Phil Brown                                                                                          | 25 Years in Rock and Still Going Strong DVD                                                                                | 2008 | & Honza Kirk Behunek ISS Dome, Düsseldorf, Deutschland, 13. Dezember 2008 |
| Unholy Love Live 2010                                                              | Adam Mitchell, Phil Brown                                                                                          | 25 Years in Rock and Still Going Strong DVD                                                                                | 2010 | 2500th Concert Special, Burg-Wächter Castello Arena, Düsseldorf, 13. März 2010 |
| Unholy Love Musikvideo                                                             | Adam Mitchell, Phil Brown                                                                                          | Für immer DVD | 1990 | |
| Untouchable                                                                        | | Fight | 2002 | |
| U.S. National Anthem                                                               | | Burn It Up CD Single | 2000 | |
| USA National Offense                                                               | | Burn It Up CD Single | 2000 | |
| Victoria                                                                           | Chris Siemons, Frank Stumvoll, Ji-In Cho, S.C. Kuschnerus                                                          | All Beauty Must Die | 2011 | & Krypteria |
| Victory                                                                            | Kendal Stubbs, Roderick Colebrook                                                                                  | Raise Your Fist | 2012 | |
| Vorwärts, All Right                                                                | Henry Staroste, Peter Szigeti                                                                                      | True as Steel | 1986 | & Warlock |
| Walking with the Angels                                                            | Doro Pesch, Joey Balin                                                                                             | Fear No Evil | 2009 | |
| Walking with the Angels                                                            | Doro Pesch, Joey Balin                                                                                             | Fear No Evil [Limited Edition]                                                                                             | 2009 | & Tarja Turunen |
| Walking with the Angels Live 2008                                                  | Doro Pesch, Joey Balin                                                                                             | 25 Years in Rock and Still Going Strong DVD                                                                                | 2008 | & Tarja Turunen ISS Dome, Düsseldorf, Deutschland, 13. Dezember 2008 |
| Warfare                                                                            | Luke Gasser | Raise Your Fist | 2012 | |
| Warlocks And Witches                                                               | Doro Pesch | Conqueress - Forever Strong And Proud                                                                                      | 2023 | |
| Warrior Soul                                                                       | Doro Pesch, Gary Scruggs                                                                                           | Warrior Soul | 2006 | |
| Warrior Soul Musikvideo                                                            | Doro Pesch, Gary Scruggs                                                                                           | Under My Skin (A Fine Selection of Doro Classics)                                                                          | 2006 | |
| Warrior Soul Reprise                                                               | Doro Pesch, Gary Scruggs                                                                                           | Warrior Soul | 2006 | |
| Watch Out Demo                                                                     | | The Early Years Of Doro Pesch Bootleg                                                                                      | 1983 | & Warlock, später Sign of Satan |
| We Are the Metalheads (Live 2010)                                                  | Andor Arnhold, Olaf Stern                                                                                          | 25 Years in Rock and Still Going Strong DVD                                                                                | 2010 | & Schmier, 2500th Concert Special, Burg-Wächter Castello Arena, Düsseldorf, 13. März 2010 |
| We Are the Metalheads Live 2009                                                    | Andor Arnhold, Olaf Stern                                                                                          | 25 Years in Rock and Still Going Strong DVD                                                                                | 2009 | & Skyline Metal Female Voices Fest 2009 |
| We Are the Metalheads Live 2011                                                    | Andor Arnhold, Olaf Stern                                                                                          | Wacken Hymne - Wacken Will Never Die                                                                                       | 2011 | |
| We’re Like Thunder                                                                 | Doro Pesch, Chris Lietz, Nick Douglas                                                                              | We’re like Thunder CD Single                                                                                               | 2005 | & Regina Halmich |
| Welcome to the Tribe                                                               | Doro Pesch, Camus Celli, Jack Ponti, Jon Levin                                                                     | Machine II Machine | 1995 | |
| Whenever I Think of You Live 1993                                                  | Doro Pesch, Gary Scruggs                                                                                           | Live | 1993 | Live, Deutschland, 6.+7. Okt. 1993 „Angels Never Die“-Tournee |
| Whenever I Think of You Live 1993                                                  | Doro Pesch, Gary Scruggs                                                                                           | Live VHS | 1993 | Live, Deutschland, 6.+7. Okt. 1993 „Angels Never Die“-Tournee |
| Whenever I Think of You Live 1993                                                  | Doro Pesch, Gary Scruggs                                                                                           | Für immer DVD | 1993 | Hamburg, Große Freiheit 36, 6. Oktober 1993 |
| Whenever I Think of You Live 2006                                                  | Doro Pesch, Gary Scruggs                                                                                           | 20 Years - A Warrior Soul DVD                                                                                              | 2006 | |
| Where The Wild Wolves Have Gone                                                    | Powerwolf | The Sacrament Of Sin | 2018 | & Powerwolf |
| White Christmas                                                                    | Irving Berlin | A Twisted Christmas | 2004 | & Twisted Sister |
| White Wedding                                                                      | Steve Stevens, William Broad (Billy Idol 1982)                                                                     | Calling the Wild | 2000 | |
| White Wedding Album Version                                                        | Steve Stevens, William Broad (Billy Idol 1982)                                                                     | White Wedding CD Single | 2000 | |
| White Wedding Live 2001                                                            | Steve Stevens, William Broad (Billy Idol 1982)                                                                     | Für immer DVD | 2001 | Hamburg, Große Freiheit 36, 1. März 2001 |
| White Wedding Live 2006                                                            | Steve Stevens, William Broad (Billy Idol 1982)                                                                     | 20 Years - A Warrior Soul DVD                                                                                              | 2006 | |
| White Wedding Musikvideo                                                           | Steve Stevens, William Broad (Billy Idol 1982)                                                                     | Für immer DVD | 2000 | |
| White Wedding Single Version                                                       | Steve Stevens, William Broad (Billy Idol 1982)                                                                     | White Wedding CD Single | 2000 | |
| Who I Am                                                                           | André Borgman, Bas Maas, Floor Jansen, Joost van den Broek, Luuk van Gerven, Sander Gommans                        | After Forever | 2007 | & After Forever |
| Who You Love                                                                       | Doro Pesch, Gary Scruggs                                                                                           | Calling the Wild | 2000 | |
| Wild Heart                                                                         | Doro Pesch, Chris Winter, Russ Ballard                                                                             | Fight | 2002 | |
| Wildfire                                                                           | Doro Pesch, Andreas Bruhn                                                                                          | Fear No Evil | 2009 | |
| Wildstyle's Tattooed Angels                                                        | | Wildstyle & Tattoo Music - The Ultimate Tattoo Sound Pt.1                                                                  | 2014 | |
| Wings of Freedom                                                                   | | Wings of Freedom CD Single                                                                                                 | 2001 | & German Rock Stars Project, Andi Deris, Mat Sinner, Ralf Scheepers, Lenny Wolf, Michael Voss |
| With the Wave of Your Hand                                                         | Doro Pesch, Bob DiPiero, Todd Cerney                                                                               | True at Heart | 1991 | |
| Without You                                                                        | Doro Pesch, Peter Szigeti                                                                                          | Burning the Witches | 1984 | & Warlock |
| Without You Live 1985                                                              | Doro Pesch, Peter Szigeti                                                                                          | Doro Pesch and Warlock: Live DVD                                                                                           | 1985 | & Warlock - Camden Palace Theatre, London, 24. September 1985 |
| World Gone Wild                                                                    | Doro Pesch, Joey Balin                                                                                             | Force Majeure | 1989 | |
| Wrathchild                                                                         | Doro Pesch, Frank Rittel, Henry Staroste, Michael Eurich, Peter Szigeti, Rudy Graf                                 | Hellbound | 1985 | & Warlock |
| Wrathchild Live 1985                                                               | Doro Pesch, Frank Rittel, Henry Staroste, Michael Eurich, Peter Szigeti, Rudy Graf                                 | Doro Pesch and Warlock: Live DVD                                                                                           | 1985 | & Warlock - Camden Palace Theatre, London, 24. September 1985 |
| You Ain’t Lived (Till You’re Loved to Death)                                       | Doro Pesch, Craig Wiseman                                                                                          | Angels Never Die | 1993 | |
| You Gonna Break My Heart                                                           | Doro Pesch, Dennis Morgan                                                                                          | True at Heart | 1991 | |
| You Got Me Singing                                                                 | Doro Pesch, Gary Scruggs                                                                                           | In Freiheit stirbt mein Herz CD Single                                                                                     | 1995 | |
| You Hurt My Soul (On and On)                                                       | Doro Pesch, Henry Staroste                                                                                         | True as Steel | 1985 | & Warlock |
| You Won My Love                                                                    | Doro Pesch, Nick Douglas                                                                                           | Fear No Evil | 2009 | |
| You’re My Family                                                                   | Doro Pesch, Anke Mörsch                                                                                            | Warrior Soul | 2006 | |
| You’re My Family Live 2006                                                         | Doro Pesch, Anke Mörsch                                                                                            | Warrior Soul | 2006 | |
| You’re My Family Live 2006                                                         | Doro Pesch, Anke Mörsch                                                                                            | 20 Years - A Warrior Soul DVD                                                                                              | 2006 | |
| You’re My Family Live 2007 Musikvideo                                              | Doro Pesch, Anke Mörsch                                                                                            | All We Are - The Fight CD Single                                                                                           | 2007 | Sweden Rock Festival, 8. Juni 2007 |
| You’re My Family Live 2007                                                         | Doro Pesch, Anke Mörsch                                                                                            | 25 Years in Rock and Still Going Strong DVD                                                                                | 2007 | & Chris Caffery, Summer Breeze 2007 |
| You’re My Family Live 2008                                                         | Doro Pesch, Anke Mörsch                                                                                            | 25 Years in Rock and Still Going Strong                                                                                    | 2008 | ISS Dome, Düsseldorf, Deutschland, 13. Dezember 2008 |
| You’re My Family Live 2008                                                         | Doro Pesch, Anke Mörsch                                                                                            | 25 Years in Rock and Still Going Strong DVD                                                                                | 2008 | ISS Dome, Düsseldorf, Deutschland, 13. Dezember 2008 |
| You’re My Family Live 2010                                                         | Doro Pesch, Anke Mörsch                                                                                            | 25 Years in Rock and Still Going Strong DVD                                                                                | 2010 | 2500th Concert Special, Burg-Wächter Castello Arena, Düsseldorf, 13. März 2010 |
| You’ve Got Another Thing Comin’ Live 2006                                          | K.K. Downing, Glenn Tipton, Rob Halford (Judas Priest 1982)                                                        | 20 Years - A Warrior Soul DVD                                                                                              | 2006 | & Saxon |
| You’ve Got Another Thing Comin’ Live 2007                                          | K.K. Downing, Glenn Tipton, Rob Halford (Judas Priest 1982)                                                        | To Hell and Back Again DVD                                                                                                 | 2006 | & Saxon |